# Sant’Eufemia (Verona)
Sant’Eufemia ist eine römisch-katholische Kirche im historischen Zentrum von Verona; sie gehört zum Bistum Verona.

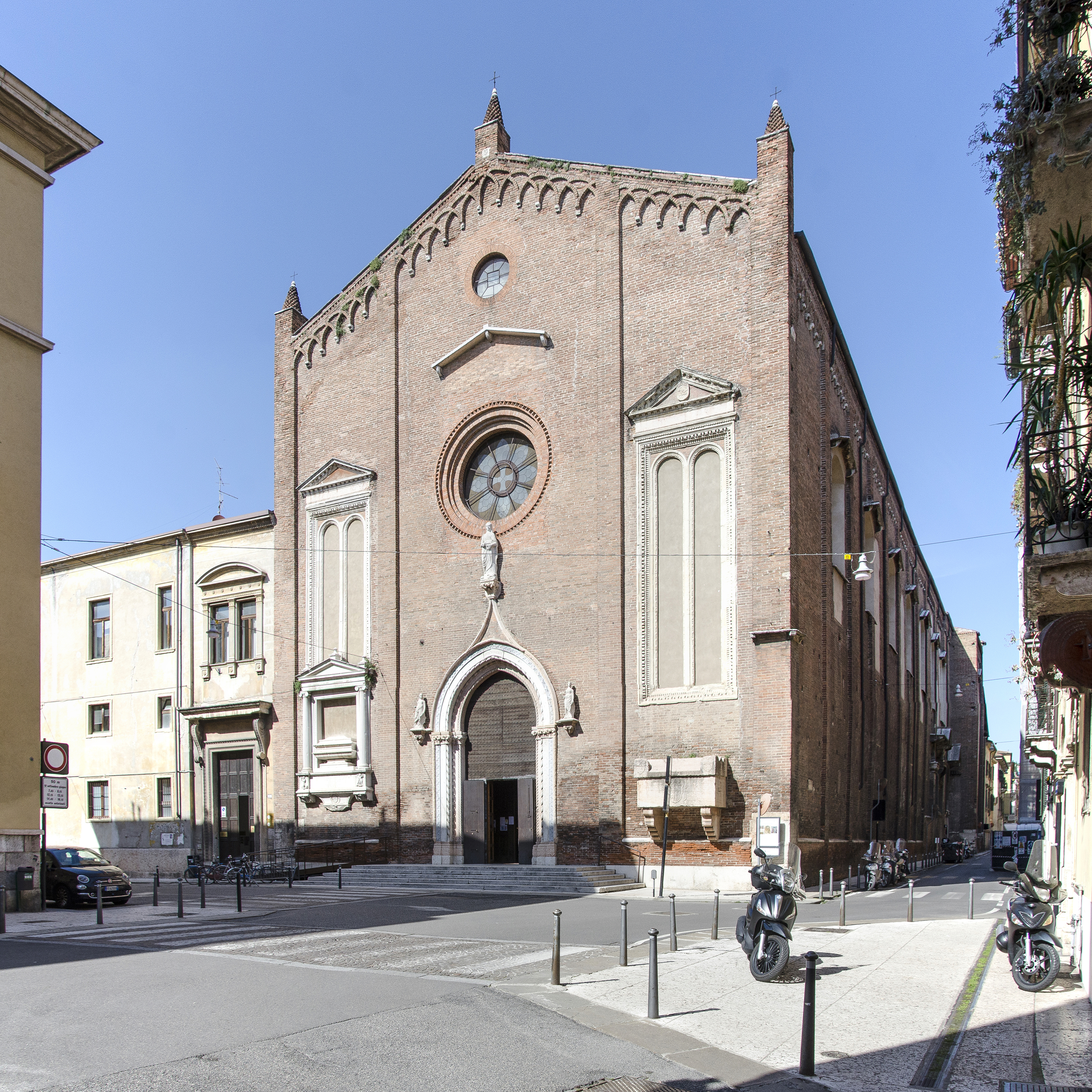
Kirche Santa Eufemia, Verona

## Beschreibung
Sie steht rittlings auf einem antiken Cardo, wie wahrscheinlich schon im 6. Jahrhundert. Die Gründung der heutigen Kirche ist der Familie Della Scala zu verdanken, die im Jahr 1262 Augustiner-Eremitenmönche nach Verona holte, um näher an der Gemeinde zu sein, und ihnen erlaubte, ein Kloster zu bauen, das sich damals im Viertel der Kapitäne befand. Dank Vermächtnissen und Schenkungen, insbesondere von Alberto della Scala, konnte das Gebäude 1331 vom Bischof von Verona Nicolò geweiht werden. Der Baueifer riss jedoch nicht ab, und in den folgenden Jahren wurde das Kloster immer weiter vergrößert, um die wachsende Zahl von Mönchen aufzunehmen, die sich hier einfanden, angezogen von dem großen Ansehen, das die Gemeinschaft genoss. Dank einer Genehmigung von Mastino II. della Scala aus dem Jahr 1340 konnte die Kirche weiter vergrößert werden, indem die große Apsis gebaut wurde, die sie noch heute kennzeichnet. Ab dem Ende des 14. Jahrhunderts wurden die Arbeiten an den verschiedenen Kapellen und Nebenaltären fortgesetzt.
Im Laufe des 18. Jahrhunderts wurden an dem Gebäude mehrere Eingriffe vorgenommen, die die Fassade und die Innenräume betrafen, wobei eine gewölbte Decke errichtet wurde, um den alten Dachstuhl und einen großen Bogen zu verbergen, der das Presbyterium von dem Langhaus trennte. Dies waren auch die Jahre der Dekadenz des Klosters, das bereits durch die Pest von 1630 entvölkert war, was in der Aufhebung durch die Napoleonischen Truppen gipfelte, die es in ein Lazarett verwandelten. Unter der österreichischen Herrschaft wurde sie für den Gottesdienst wiedereröffnet und diente während der Italienischen Unabhängigkeitskriege erneut als Unterkunft für die Garnison. In den ersten Jahren des 20. Jahrhunderts wurden Restaurierungs- und Konsolidierungsarbeiten am Mauerwerk des Gebäudes durchgeführt, doch am 25. April 1945 wurde die Fassade durch die Explosion der nahegelegenen Ponte della Vittoria, die von sich zurückziehenden deutschen Soldaten gesprengt wurde, schwer beschädigt; im Zuge des Wiederaufbaus wurde eine große Fensterrose anstelle des Monoforiums aus dem 18. Jahrhundert angebracht.
In den weitläufigen Innenräumen befinden sich wertvolle Werke verschiedener Maler der Veroneser Schule, darunter Giovan Francesco Caroto, Francesco Torbido, il Moretto, Dionisio Battaglia, Battista del Moretto, Battista del Moro, Paolo Farinati, Jacopo Ligozzi, Bernardino India, Domenico und Felice Brusasorzi.

## Geschichte

### Ursprünge der Kirche

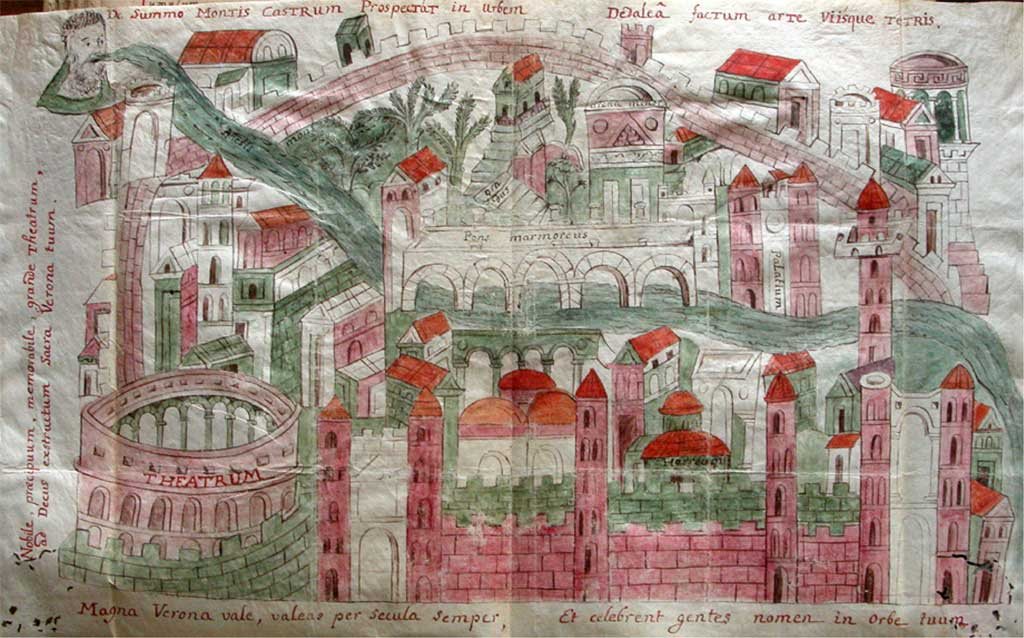
Iconografia rateriana, die älteste Darstellung von Verona aus dem 10. Jahrhundert, zeigt die frühe Kirche

Die erste christliche Kirche wurde an dieser Stelle vor Mitte des 10. Jahrhunderts errichtet, wie es in der sogenannten Iconografia rateriana, der ältesten Darstellung Veronas aus dieser Zeit, zu sehen ist. Obwohl keine archäologischen Ausgrabungen durchgeführt wurden, geht man davon aus, dass die Kirche mindestens auf das 6. Jahrhundert zurückgeht und sich über einen einzigen Block der antiken römischen Stadtstruktur erstreckt. Im Jahr 1117 wurde Verona von einem Erdbeben heimgesucht, das die Kirchen zerstörte oder schwer beschädigte und auch Sant’Eufemia nicht verschonte. Die fieberhafte Wiederaufbautätigkeit nach dem Erdbeben betraf auch diese Kirche, die so schnell wieder aufgebaut wurde, dass sie bereits 1140 wieder als Pfarrei geweiht wurde. Auch über dieses zweite Gebäude wissen wir aufgrund von Quellen oder Analysen nichts, aber wir können uns vorstellen, dass es ebenfalls bescheidene Ausmaße hatte und im Veroneser Romanik-Stil erbaut wurde, wobei der Innenraum in drei Kirchenschiffe unterteilt war, ähnlich wie bei den anderen religiösen Gebäuden, die zu jener Zeit in der Gegend von Verona entstanden.
Dies wurde auch durch die Machtergreifung der Familie Della Scala in Verona ermöglicht, die eine kirchenfreundliche Politik förderte. Sie begünstigte die Ansiedlung verschiedener religiöser Orden in der Stadt. So konnte am 16. September 1262 nach einer komplexen Zeremonie, an der Kleriker, das Volk und Notare teilnahmen, die vollständige Übernahme der Mönche unter der Leitung von Prior Frater Norandino anstelle des Klerikers Zenone formalisiert werden. Die erste Gemeinschaft, die sich hier niederließ und aus sechzehn Mönchen bestand, fand eine komplizierte Situation vor: Die Kirche war in schlechtem Zustand und das Konventhaus war für ihre Wohn- und Bürobedürfnisse nicht geeignet. Die Augustiner konnten jedoch von Anfang an die Unterstützung der kirchlichen Behörden in Anspruch nehmen, die sich in Schenkungen, Privilegien und der Möglichkeit, Ablässe zu erteilen, niederschlug. Die Kirche wurde auch eine stationäre Kirche für die Karwoche. Am 8. November 1265 erteilte der Bischof von Verona Manfredo die Erlaubnis zur Grundsteinlegung des neuen Gebäudes, das später, wenn auch mit späteren Änderungen, das heute noch bestehende sein sollte; gleichzeitig gewährte der Bischof jedem, der finanziell zum Bau beitrug, einen Ablass.

## Der Bau

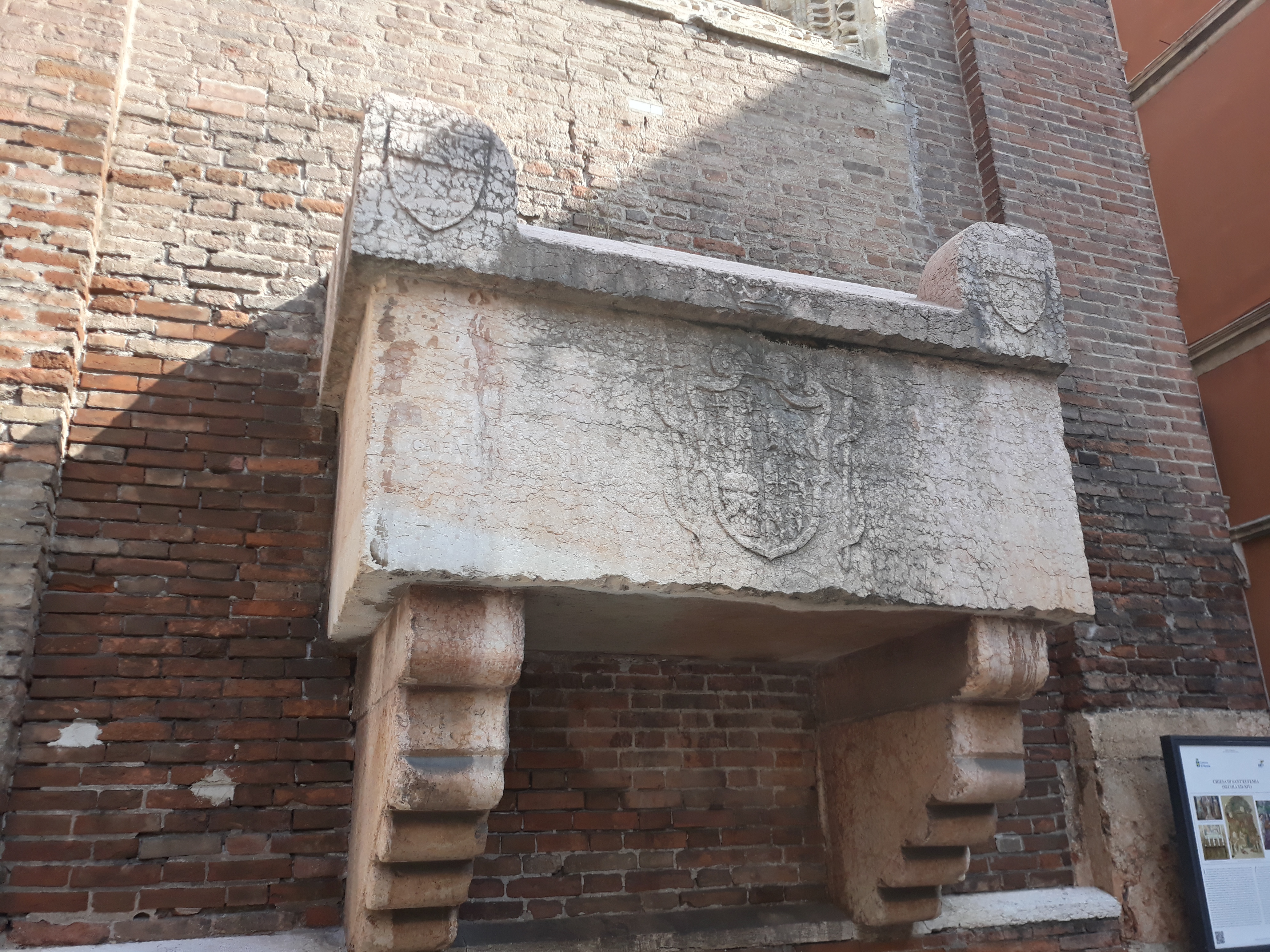
Grabmal des Adligen Cavalcano de’ Cavalcani an der Kirchenfassade

Der Baubeginn erfolgte nicht sofort, da die Augustiner in den folgenden Jahren durch Käufe und Schenkungen das Land erwerben mussten, auf dem die für ihr zönobitisches Leben bestimmten Gebäude wie das Refektorium, die Stube und der Kapitelsaal errichtet werden sollten. Es dauerte daher zehn Jahre, bis der Päpstlicher Legat und Bischof von Ferrara, Guglielmo, am 11. Juli 1275 die zweite Erlaubnis zum Baubeginn erteilte. Der Grundstein wurde am darauffolgenden 7. August in Anwesenheit mehrerer Zeugen und des kaiserlichen Notars Bonzaninus filius quondam Ventai gelegt. Die Arbeiten gingen zügig voran und 1279 muss die Fassade weit fortgeschritten gewesen sein, denn im selben Jahr gab der Adlige Cavalcano de’ Cavalcani in seinem Testament mit den Worten ... eligo sepulturam corporis mei positam in arca Ecclesie Sancte Euphemie penes portam magnam extra murum an, dass seine sterblichen Überreste im Sarkophag an der Fassade selbst aufbewahrt werden sollten. Am 3. März 1284 wird der Bischof von Verona Bartolomeo I. della Scala den vor der Kirche angelegten Friedhof ein, während am 9. Januar 1279 der der Heiligen Ursula von Köln geweihte Altar geweiht wurde.
Zu dieser Zeit hatten die Augustiner ein großes Ansehen bei den Einwohnern der Stadt, von denen sie Schenkungen, Privilegien und Hilfen erhielten, aber es waren die Della Scala, die ihre größten Wohltäter waren, da Alberto della Scala im Jahr 1301 die beträchtliche Summe von 1.000 Lire jedem in der Stadt anwesenden Bettelorden, damit zumindest die Augustiner und Dominikaner sie ... ad faciedum fieri Ecclesiam ipsorum fratrum solummodo expendedas..., d. h. für den Bau ihrer jeweiligen Kirchen verwenden konnten. Im Jahr 1325 wurden mit einer päpstliche Bulle von Papst Johannes XII. einige Veroneser Bürger exkommuniziert, die als schuldig angesehen wurden, die Augustiner beleidigt zu haben, ein weiterer Beweis für das Ansehen des Klosters und den Schutz, der ihm von der kirchlichen Autorität garantiert wurde. Die Arbeiten gingen noch einige Jahre weiter und die Kirche wurde schließlich 1331 von Bischof Nicolò, Abt der Abtei von Villanova, eingeweiht.

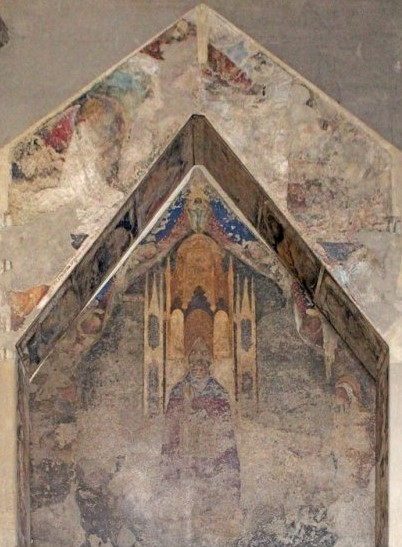
Stefano da Verona, Gloria di Sant'Agostino (1426), Fresko, das ursprünglich außen über dem Seitenportal angebracht war und sich heute im Inneren befindet

In den folgenden Jahren mussten die Räume des Klosters, die der Unterbringung und dem studium gewidmet waren, vergrößert werden, da die Zahl der Mönche ständig zunahm, auch aufgrund der Ankunft von Mönchen aus dem Ausland. Der Kreuzgang wurde renoviert und seine Wände mit Fresken verziert. Es ist nicht sicher, aber es wird angenommen, dass Dante Alighieri am 20. Januar 1320 anlässlich seiner Rückkehr in die Stadt für eine mündliche Präsentation seines Werks Quaestio de aqua et terra im Kloster weilte. In jenen Jahren baten viele Veroneser Bürger unterschiedlicher sozialer Herkunft darum, in der Kirche Sant’Eufemia beigesetzt zu werden, wo die Leichen der Söhne des berühmten Feldherr Guido da Polenta.
Eine neue, von Mastino II. della Scala am 19. Juli 1340 erteilte Erlaubnis erlaubte es den Augustinermönchen, eine Straße, die ihren Besitz in zwei Hälften teilte, abzusperren, um sie zu vereinigen und so den Bau des Gebäudes, dem noch die Apsis fehlte, zu vollenden. Cangrande II. della Scala, der am 14. Dezember 1359 von seinem Bruder ermordet wurde, hinterließ den Augustinern ein Vermächtnis von 1 000 Lire, dieselbe Summe, die Diamante Dal Verme (Ehefrau von Giacomo Dal Verme) 1361 für den Bau der Hauptkapelle hinterließ (die später dank Jacopo Dal Verme fertiggestellt wurde), zu der er 60 Lire für das Antependium des Altars und 25 Lire für die Armen des Viertels, die von den Mönchen unterstützt wurden, hinzufügte.
Gegen Ende des 14. Jahrhunderts wurde der Bau der verschiedenen kleineren Kapellen fortgesetzt. Am 24. September 1390 erlaubte ein Vertrag zwischen Taddeo Spolverini Dal Verme und dem Kloster den Bau der Familienkapelle, die dann 1396 eingeweiht wurde; an der Unterzeichnung nahm auch Nicolò da Ferrara als Zeuge teil, der dann der Vollstrecker war. Es ist wahrscheinlich, dass der Glockenturm zwischen dem Ende des 14. Jahrhunderts und dem Beginn des folgenden Jahrhunderts zumindest teilweise fertiggestellt wurde. In den folgenden Jahren wurde das Innere der Kirche dekoriert und bereichert, während 1476 der Jurist Cristoforo Lanfranchini ein neues Portal im spätgotischen Stil in Auftrag gab, das das vorherige ersetzen sollte, das im Verhältnis zur neuen Kirche als eher bescheiden galt.

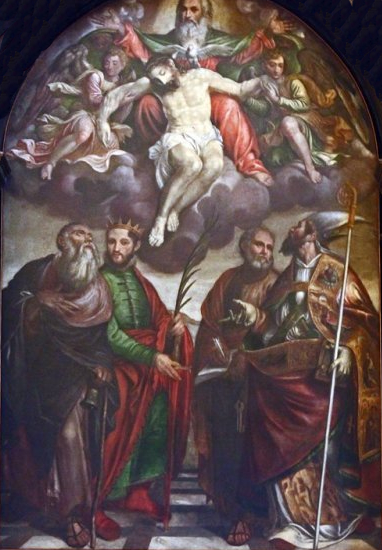
Alterretabel von Jacopo Ligozzi (um 1577) mit der Darstellung der Heiligen Dreifaltigkeit

### Spätrenaissance-Verzierungen
Während des gesamten 16. Jahrhunderts war die Kirche Gegenstand intensiver Arbeiten zur Verschönerung ihres Inneren nach dem Geschmack der späten Renaissance. In den ersten Jahrzehnten des Jahrhunderts wurde die Sakristei restauriert und der Hochaltar mit drei Bronzetafeln des Trienter Bildhauers Andrea Briosco, bekannt als Il Riccio (der Igel), geschmückt, die leider nicht mehr in der Kirche vorhanden sind (an ihrer Stelle gibt es jetzt Nachahmungen), da sie von Napoleon Bonaparte entwendet wurden. Viele Künstler der Veroneser Schule leisteten ihren Beitrag zur Verwirklichung der im Inneren ausgestellten Gemälde und Altarretabel, darunter Giovan Francesco Caroto, Francesco Torbido, il Moretto, Dionisio Battaglia, Battista del Moro, Paolo Farinati, Jacopo Ligozzi, Bernardino India, Domenico Brusasorzi und Felice Brusasorzi.
Am 26. Februar 1601 erteilte der Bischof Agostino Valier den Augustinern die Erlaubnis, ein Taufbecken in der Kirche aufzustellen, ein ungewöhnliches Privileg, das dank der Spende des Grafen Galeazzo Banda realisiert wurde. Außerdem wurde angeordnet, dass nicht nur die Bewohner des alten Pfarrbezirks getauft werden sollten, sondern jeder, der es wünschte.
Im darauffolgenden Jahr wurde der Innenraum im Zuge der Gegenreformation nach dem Konzil von Trient umgestaltet und vor allem der alte Pfeiler, der das Kirchenschiff vom Presbyterium trennte, entfernt, da er für die neue Gestaltung nicht mehr geeignet war. Anschließend wurde auch ein neuer Kreuzgang gebaut, der den im 14. Jahrhundert errichteten ersetzt. Jahrhundert erbaut worden war. 1617 befand er sich bereits im Bau, und zwar nach einem Projekt, das imposante Ausmaße vorsah, so dass die Mönche schrieben, es werde “ein Kreuzgang von so unbestimmter und schöner Architektur gebaut, der in Italien kaum seinesgleichen haben wird”. In diesen Jahren konnte sich das Kloster der Anwesenheit von bis zu 50 Mönchen rühmen, die von einem Jahreseinkommen von 1.000 Dukaten unterstützt wurden. Die Pest von 1630 suchte auch Verona heim und tötete drei Fünftel der Bevölkerung, und allein im Stadtteil Santa Eufemia starben 438 der 656 Menschen, die dort vor Ausbruch der Epidemie lebten. Nachdem die Geißel der Pest überwunden war, erhielt die Kirche Ende des 18. Jahrhunderts einen neuen Hochaltar, der 1836 an die Pfarrkirche von Pinzolo verkauft wurde und 1694 von Giovanni Battista Ranghieri mit Skulpturen von Domenico Aglio und Gemälden von Pietro Ronchi geschaffen wurde.

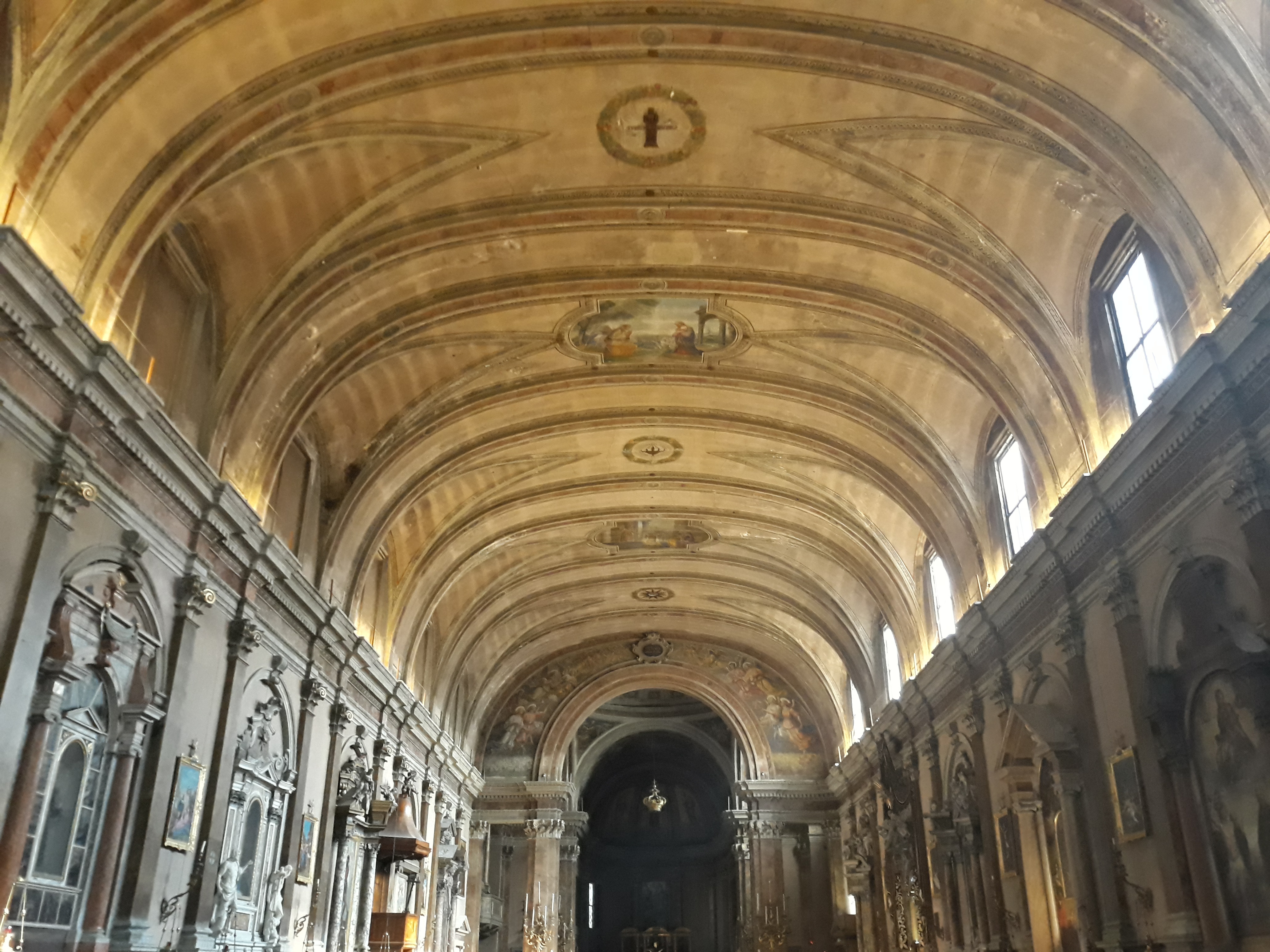
Tonnengewölbe an der Decke und dem großen Bogen zwischen Kirchenschiff und Altarraum, einige der wichtigsten Arbeiten des 18. Jahrhunderts

### Vom Beginn der Dekadenz bis zur Gegenwart
Das 18. Jahrhundert war ebenfalls von intensiven Arbeiten geprägt, die das Aussehen der Kirche veränderten. Der Laienbruder Pellegrino Mosconi wurde 1739 mit diesen Renovierungsarbeiten beauftragt, die sowohl den Innen- als auch den Außenbereich des Gebäudes betrafen. Der wichtigste Eingriff im Inneren betraf die Decke, wo ein Tonnengewölbe geschaffen wurde, das so groß war, dass es das gesamte Kirchenschiff bedeckte und den alten hölzernen Dachstuhle verdeckte. Auf der rechten Seite wurden die Fenster aus dem 14. Jahrhundert zugemauert und durch einfache rechteckige Öffnungen ersetzt. Ein großes zentrales Monoforium wurde an der Fassade geöffnet, um eine bessere Beleuchtung der Innenräume zu ermöglichen, und gleichzeitig wurden die beiden bereits vorhandenen geschlossen. In denselben Jahren wurde eine steinerne Madonnenstatue aus dem Innenraum entfernt, um nach Dossobuono verlegt zu werden. Einige Sarkophage und Grabplatten, die sich an den Wänden der Kirchenschiffe befanden, wurden nach draußen in den ersten Kreuzgang gebracht, während die Grabstätten von Lavagnoli und Cavalcanti an der Fassade zugemauert wurden.

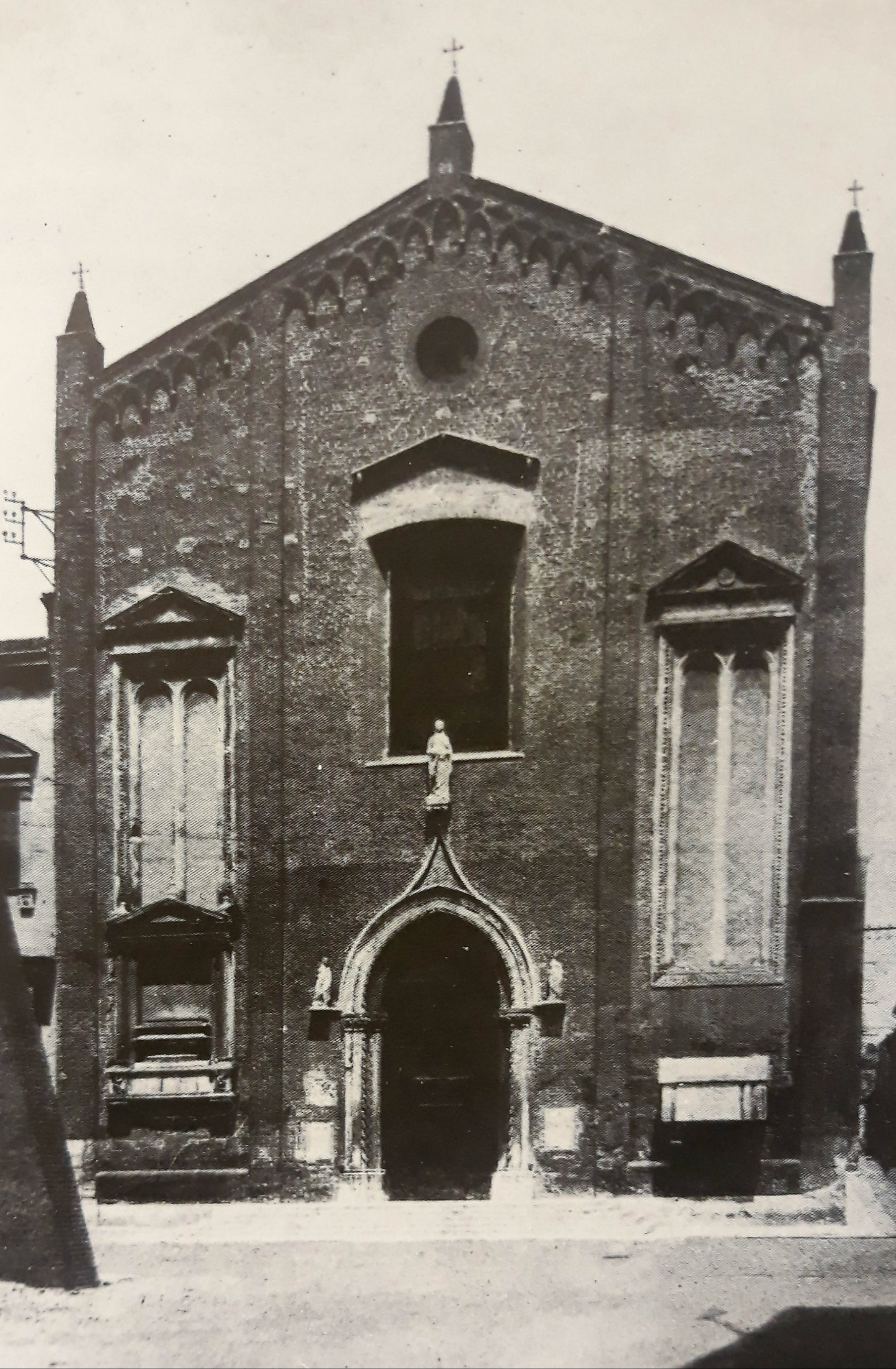
Die Kirche Santa Eufemia im Zustand von 1938. Man beachte das große zentrale Fenster aus dem 18. Jahrhundert, das 1945 durch eine Fensterrose

Die erste Hälfte des 18. Jahrhunderts ist in der Kirchengeschichte nicht nur wegen dieser Veränderungen in Erinnerung geblieben, sondern auch als die Zeit des beginnenden Niedergangs des Klosters. Die Zahl der ansässigen Mönche nahm immer mehr ab, so dass es 1756 noch 34 waren, 1780 nur noch 22 und fünfzehn Jahre später nur noch 12. Die Ankunft der napoleonischen Truppen war der endgültige Schlag, der das Kloster in Ungnade fallen ließ: Die Franzosen erzwangen die Schließung der religiösen Aktivitäten, um die Kirche in ein Militärkrankenhaus umzuwandeln, aber nicht bevor sie das gesamte Inventar entsorgt hatten. Kurz darauf vernichtete ein Brand zahlreiche Kunstwerke, die sich in der Obhut des Klosters befanden, darunter Gemälde von Antonio Balestra, Claudio Ridolfi, Nicola Giolfino und den Brusasorzi. Während des Pasque Veronesi von 1797 wurde die Kirche von einer Gruppe von Unruhestiftern angegriffen, die sie plünderten und brandschatzten, obwohl der Prior des Klosters versuchte, sie davon abzuhalten; die Aktion endete in einem Blutvergießen mit Toten und Verletzten. Nach einigen Renovierungsarbeiten konnte die Kirche 1798 wieder für Gottesdienste geöffnet werden.
Eine allgemeine Neuordnung des Bistums Verona führte dazu, dass Santa Eufemia 1806 zur Matrixkirche erhoben wurde, wodurch andere benachbarte Pfarreien aufgenommen wurden; dadurch stieg die Zahl der Gläubigen von 570 auf fast 2.500. Ein späteres Dekret verfügte die Aufhebung aller Orden, und auch die Augustiner mussten den bereits reduzierten Teil des Klosters, der ihnen 1806 zugestanden worden war, verlassen. In den folgenden Jahren, als Verona unter Österreichische Herrschaft stand, wurden einige Veränderungen im Inneren der Kirche vorgenommen, wie die Beseitigung von zwei kleinen Altären, die an den Seiten des Haupteingangs standen, die Versetzung der Altäre des Heiligen Augustinus und der Pietà und der Ersatz des Hochaltars (der, wie bereits erwähnt, nach Pinzolo gebracht wurde). 1845 wurde die Innenbeleuchtung mit neuen Lampen und Kandelabern erneuert. Während der Italienische Unabhängigkeitskriege (1848, 1859, 1866) wurde die Kirche für Gottesdienste geschlossen und wieder als Lazarett genutzt.
In dieser Zeit wurden nur wenige Änderungen an der Struktur der Kirche vorgenommen, mit Ausnahme des Baus eines großen Bogens zwischen dem Presbyterium und dem Kirchenschiff, um den Eindruck der Überlänge zu mildern. Im 20. Jahrhundert wurden Restaurierungs- und Konsolidierungsarbeiten am Mauerwerk des Gebäudes durchgeführt. Am 25. April 1945 wurde die Fassade der Kirche durch die Explosion der nahegelegenen Ponte della Vittoria, die am Ende des Zweiten Weltkriegs von der deutschen Wehrmacht auf dem Rückzug gesprengt wurde, schwer beschädigt. Im selben Jahr wurde sie umgehend restauriert, wobei man sich jedoch dafür entschied, das große einbogige Mittelfenster aus dem 18. Jahrhundert durch eine Rosette zu ersetzen, die dem Gebäude sein ursprüngliches Mittelaltererscheinungsbild verleihen sollte.

## Beschreibung
Die Kirche hat eine nach Südwesten ausgerichtete Giebelfassade aus Backstein. Der Eingang, dem eine weiße Steintreppe vorgelagert ist, besteht aus einem Portal mit Spitzbogen und Kämpfer und wird von einer Statue gekrönt, die die Euphemia von Chalkedon darstellt. Oben und in der Achse des Portals befindet sich ein großes Opaion mit Terrakotta-Oberschwelle, das von einer Doppelspitze aus weißem Stein geschützt wird, und darüber ein zweites, kleineres Auge. Auf beiden Seiten des Portals befinden sich über mit Blattwerk verzierten Kragsteinen zwei Statuen, die wahrscheinlich Heilige Kriegerinnen darstellen, die ursprünglich mit einem Schwert oder einer Lanze bewaffnet waren und ein mit den drei Sternen der Lanfranchini-Armee geschmücktes Schild hielten. Über dem Portal befindet sich ein gebogenes Gesims, auf dem am oberen Ende eine Statue der Kirchenpatronin steht, die gemäß der traditionellen Ikonographie mit einem Buch in der Hand und Löwen zu ihren Füßen dargestellt ist. Zu beiden Seiten des Portals befinden sich zwei blinde Ajimez mit Tympanon. Die Fassade endet mit einer mit Bogenfries verzierten Traufe und wird von drei Pinakeln, ebenfalls aus Backstein, gekrönt.
An der Fassade befinden sich auch zwei Grabdenkmäler: das erste unter dem linken Pfostenfenster wurde 1550 für die Familie Lavagnoli angefertigt; es befand sich ursprünglich im Inneren und wurde im 18. Das zweite hingegen stammt aus dem Jahr 1279 und befindet sich unter dem Pfostenfenster auf der rechten Seite; es besteht aus einer Arche aus rotem Veroneser Marmor und gehörte Cavalcano dei Cavalcani, ging aber später an die Grafen Banda über. Die Seitenfassaden sind immer noch aus Backstein, aber durch Lisenen auf einem hohen Sockel gekennzeichnet, der schließlich von Hängebögen gekrönt wird; zwischen den Lisenen öffnet sich eine Theorie großer Sprossenfenster, die den Raum der Langhaus im Inneren beleuchten. Der polygonale Aufbau der Apsis und der Seitenkapellen (erhellt durch hohe Spitzbogen-Fenster) wird durch eckige Pilaster verstärkt. An der Südseite befindet sich ein Seiteneingang, der aus einem Portal mit Pfeilern und einem Architrav aus hellem Stein besteht. Über dem kleinen Eingang befindet sich eine gekrümmte Nische, in der ursprünglich das Fresko Glorie des Heiligen Augustinus von Stefano da Verona zu sehen war, das heute in der Kapelle der Heiligen Rita im Inneren der Kirche aufbewahrt wird.
Wie an der Fassade befinden sich auch auf der rechten Seite zwei wertvolle Grabdenkmäler, die ursprünglich im Inneren standen und im 18. Jahrhundert hier aufgestellt wurden. Jh. aufgestellt wurden. Das der Fassade nächstgelegene Monument ist auch das kleinste und besteht aus einem Marmorsarkophag, auf dem eine fein gearbeitete, wenn auch verstümmelte Statue steht. Daneben befindet sich der Kenotaph der Familie Verità aus dem Jahr 1566, dessen Eleganz zu der Vermutung geführt hat, dass der Entwurf von dem Veroneser Maler Paolo Farinati stammen könnte.

### Glockenturm

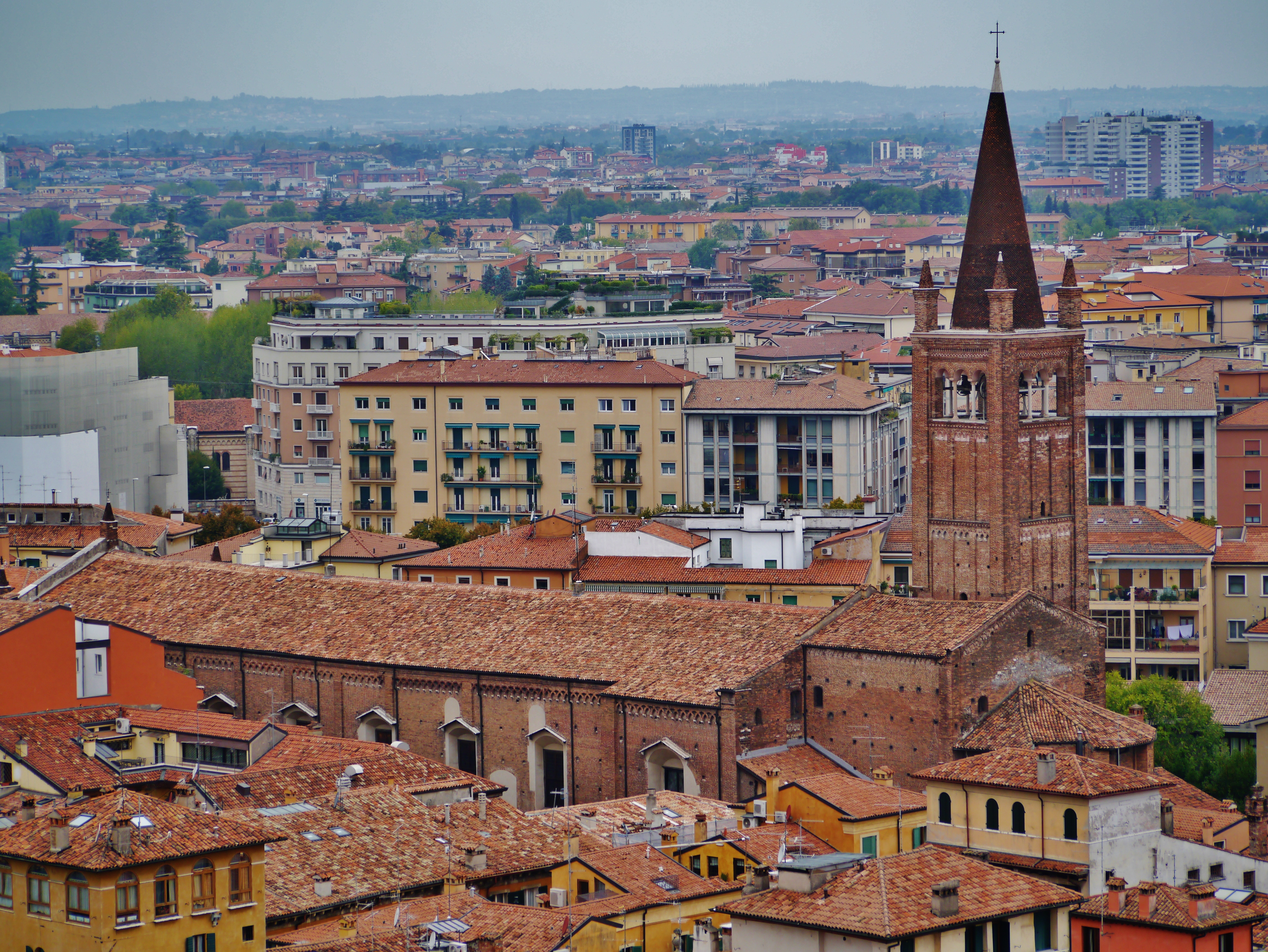
Glockenturm der Kirche

Der Glockenturm, der sich an die linke Seite des Presbyteriums lehnt, hat einen quadratischen Grundriss und einen massiven Ziegelschaft. Im Glockenturm, der von einem Kegeldach und vier Fialen gekrönt wird, befinden sich großzügige Dreifenster.
Über das ursprüngliche Bronzeensemble gibt es keine Unterlagen, und es ist nur bekannt, dass es aus vier Glocken bestand. Diese wurden 1886 ersetzt: In jenem Jahr wurde die Stadt Verona von einer Cholera-Epidemie heimgesucht, so dass die Gemeindemitglieder ein Gelübde an die in Sant'Eufemia verehrte Heilige Jungfrau Maria ablegten; da es in der Gemeinde keine Fälle gab, beschlossen die Gläubigen, der Jungfrau zu danken, indem sie der Kirche die Erneuerung der Glocken spendeten. Der Auftrag wurde an die Veroneser Firma der Familie Cavadini vergeben, die einen Satz von fünf Glocken in F3-Dur goss, die am 12. November 1886 von Kardinal und Bischof von Verona Luigi di Canossa geweiht wurden. Eine sechste Glocke, ebenfalls von Cavadini gegossen, wurde 1949 hinzugefügt. Wenige Jahre nach der Installation der ersten fünf Bronzeglocken wurde auch ein Verein der Veroneser Glockenspieler gegründet, der sich später mit der ältesten Gruppe der Kirche San Giorgio in Braida zusammenschloss.

### Kreuzgang

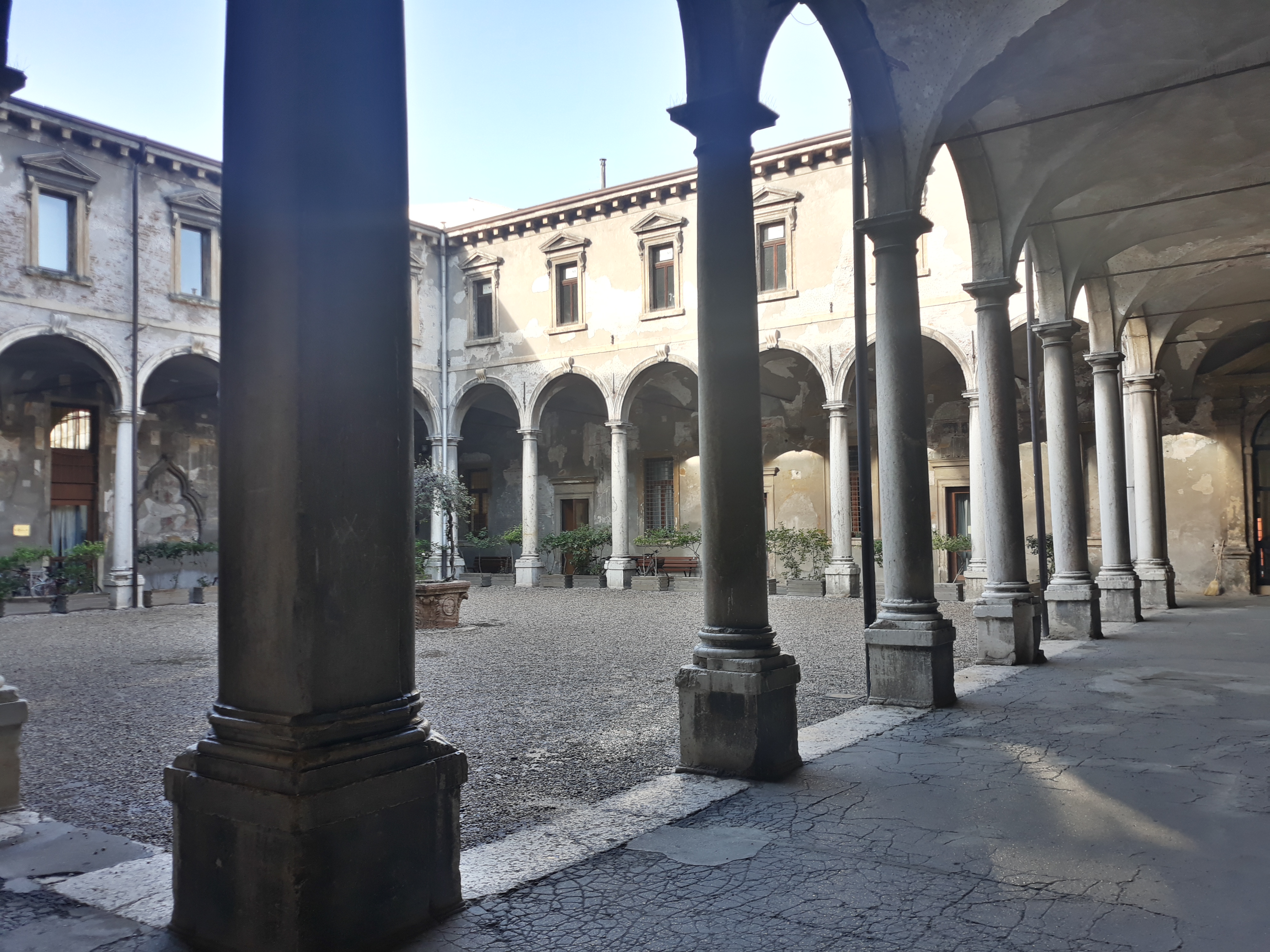
Kreuzgang des ehemaligen Klosters

Der Bau des heutigen Kreuzgangs, der an die Kirche angrenzt, kann auf das Jahr 1617 datiert werden, dank der Entdeckung eines zeitgenössischen Dokuments, in dem es heißt, dass die Mönche “... einen Kreuzgang von so unbestimmter und schöner Architektur errichteten, dass er in Italien kaum seinesgleichen haben wird”. Die Gestaltung ist dem Architekten Domenico Curtoni zu verdanken, der bereits sehr bedeutende Werke in der Stadt geschaffen hat. Er entschied sich für eine rein klassische Konstruktion, die sich an den Werken des berühmten Michele Sanmicheli orientierte, aber neue Elemente einfügte und ein gewisses Lichtspiel zwischen dem oberen Licht und dem unteren Dunkel bevorzugte.
Der Kreuzgang zeichnet sich durch eine Abfolge von Rundbögen aus, die von hohen Säulen und Kapitellen toskanischer Ordnung getragen werden. In der Mitte der Laibung der Bögen sind die Wappen der Stifterfamilien des Klosters, die den Bau unterstützt haben, in Reliefs dargestellt. Über den Bögen leitet ein Gesims den oberen Teil ein, der aus einer massiven Wand besteht, auf der sich die Fenster mit Tympanon in Übereinstimmung mit den unteren Fächern öffnen.
Im 17. Jahrhundert erhielt der Maler Bernardino Muttoni den Auftrag, die Lünette der Gewölbe mit Episoden aus dem Leben des heiligen Augustinus zu freskieren, wie es in den Klöstern jener Zeit üblich war, aber von diesen Malereien ist heute keine Spur mehr erhalten. In der Mitte des Kreuzgangs befindet sich ein Brunnenkopf aus dem Jahr 1533, dessen vier Seiten an den Ecken mit Akanthusblättern verziert sind, auf denen die Worte „Ave Maria“ und das Christogramm IHS eingraviert sind.

### Innenraum der Kirche

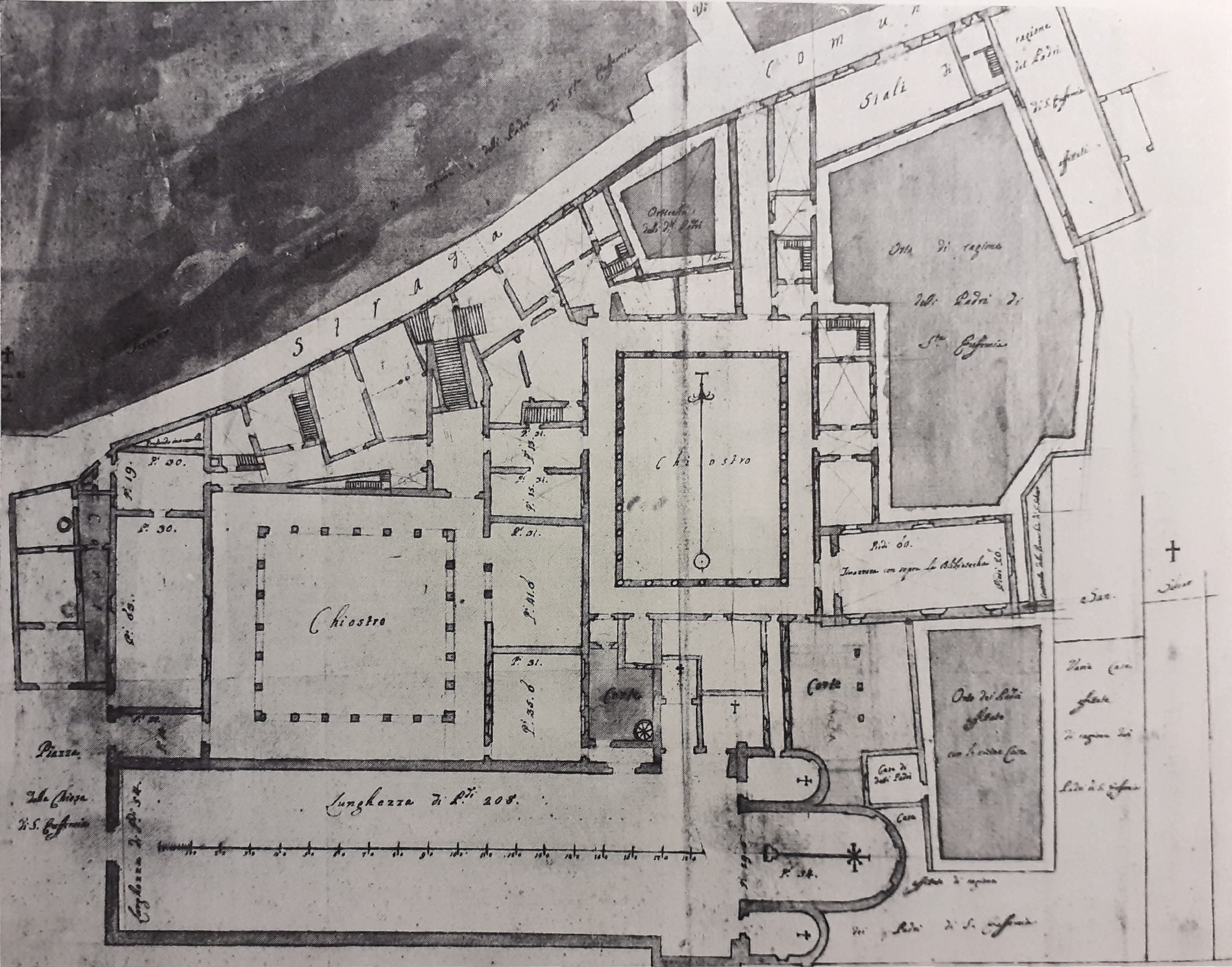
Plan der Kirche und der Nebengebäude (18. oder 19. Jahrhundert)

Der Grundriss der Kirche ist ein einziger Langhaus und zeichnet sich durch einen ausgeprägten Längsschnitt aus, mit einem Querschiff mit Armen von besonders geringer Tiefe und einem Chor, der sich zwei Stufen über den Rest des Raums erhebt und in einer Apsis mit polygonalem Aufbau und fünf Seiten endet. Die Halle wird von einem Tonnengewölbe mit halb-elliptischem Querschnitt aus Kragstein überspannt, das mit den darüber liegenden Fachwerkbindern durch hölzerne Rippen verankert ist, die von quer verlaufenden Rippen und seitlichen Nägeln in Übereinstimmung mit den Fenstern unterbrochen werden, ebenso wie die halbkugelförmige, abgesenkte Kuppel, die das Kreuz des Querschiffs überspannt, aus Kragstein besteht. Gemauert ist hingegen die Tonnengewölbedecke des Presbyteriums. Die malerischen Verzierungen der Gewölbe wurden in den 1930er Jahren von Gaetano Miolato geschaffen und bestehen aus: polychromen Rahmen, liturgischen Symbolen und drei Gemälden, die die Geburt, die Verkündigung und die Darstellung Mariens im Tempel auf dem Gewölbe über dem Kirchenschiff darstellen; eine Kassettendecke mit einer zentralen Rosette und den Vier Propheten im Pendentif, im Kreuzgewölbe des Querschiffs; Kassetten-Dekoration und ein Letztes Abendmahl in der Decke des Chors; ein Heiliges Herz Jesu und vier Heilige in den fünf Segmenten des Apsisbeckens.

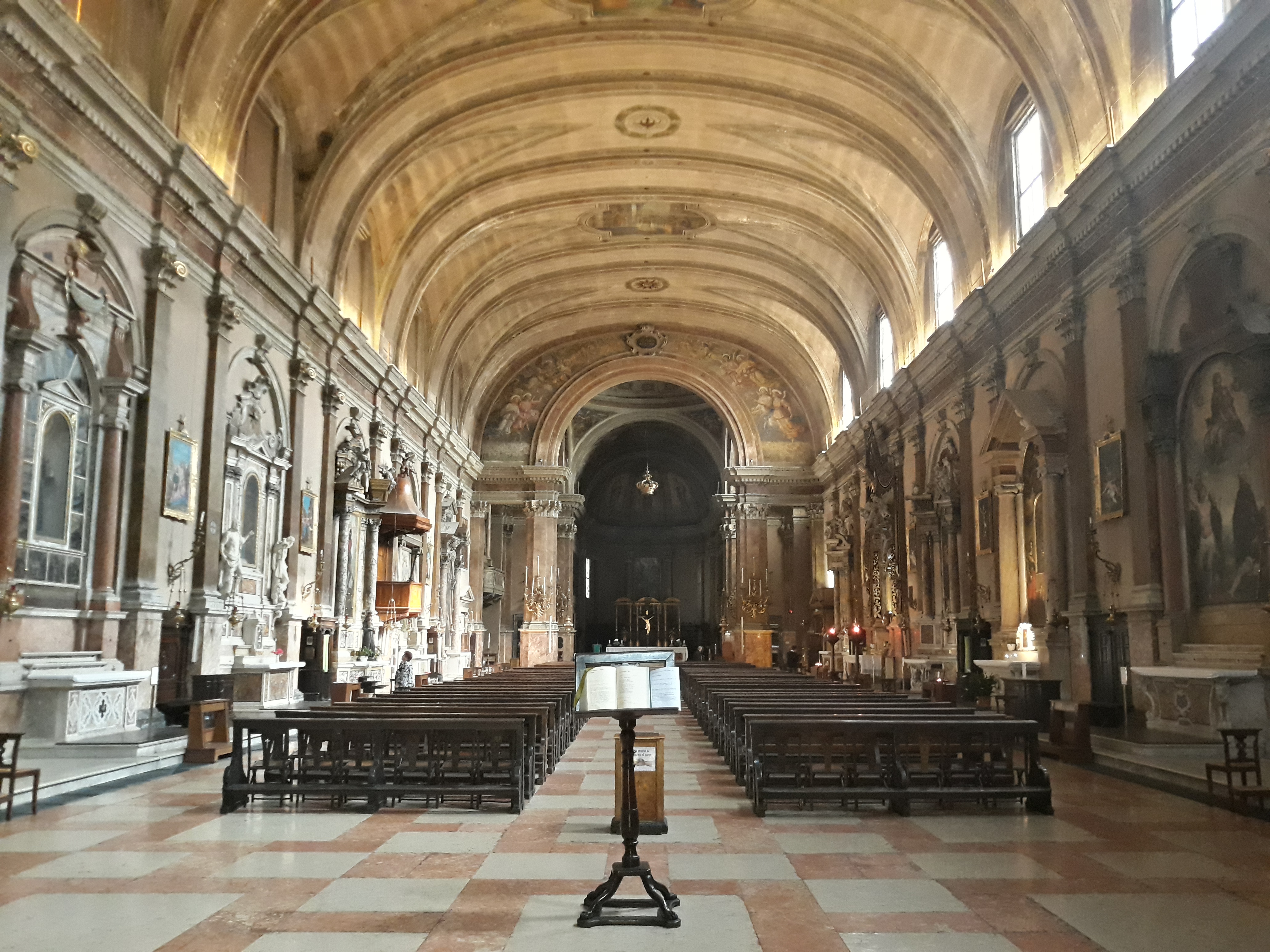
Innenraum der Kirche

Die Seiten des Saals werden von einer Reihe von Lisenen der Kompositordnung unterbrochen, die auf einem hohen Sockel ruhen und oben das Gebälk tragen, zwischen denen sich vierzehn Altäre befinden, sieben auf jeder Seite; im Querschiff, das vom Kirchenschiff durch eine Serliana auf Pfeilern getrennt ist, auf denen ein Engelschor gemalt ist, befindet sich ein weiterer Altar, der dem Allerheiligsten geweiht ist, im rechten Arm und das Baptisterium im linken Arm. Auf der linken Seite des Presbyteriums befindet sich die Kapelle der heiligen Rita, die auch als Kapelle des heiligen Augustinus bekannt ist, und auf der rechten Seite die Kapelle Spolverini Dal Verme, die auch als Kapelle der Engel bezeichnet wird. Der Raum ist vom Haupteingang an der Fassade aus über einen hölzernen Zirkel zugänglich, über dem sich ein freistehendes Fresko befindet, auf dem ein junger Battista del Moro den “Heiligen Paulus zu Füßen des Ananias” dargestellt hat, der zuvor auf dem fünften Altar im Süden stand.

#### Rechte Seite des Kirchenschiffs
Gleich im Inneren, auf der rechten Seite der öanghaus, hängt ein Gemälde, das eine Magdalena im Stil des 17. Jahrhunderts darstellt, ein Spätwerk von Giulio Carpioni, von dem es in der Kirche erst seit Anfang des 19. Jahrhunderts Nachrichten gibt. Danach folgen sieben Altäre aus verschiedenen Epochen, an deren Ende sich der Seiteneingang befindet, über dem sich ein weiteres Gemälde von Carpioni befindet, das einen Büßenden heiligen Hieronymus darstellt.
Der erste Altar auf der rechten Seite wurde gegen Ende des 16. Jahrhunderts von der Familie Lavagnoli errichtet. Das Altarbild ist das Werk des Malers Jacopo Ligozzi, der kurz vor 1577 eine Dreifaltigkeit mit den Heiligen Antonius Abt, Ludwig König von Frankreich, Petrus und Augustinus malte. Der Stil des Werks ist der Renaissance zuzuordnen, weist aber auch einige Merkmale der Gegenreformation auf. Der Sockel der Säulen trägt die Wappen der Auftraggeberfamilie.

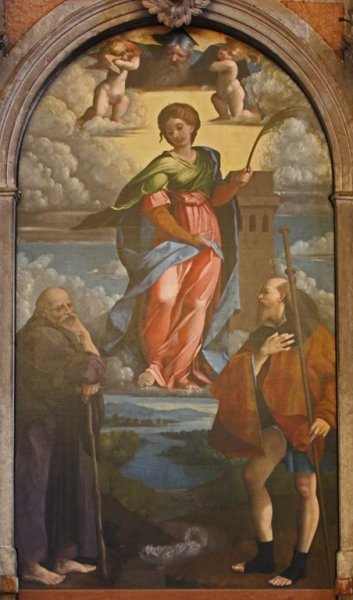
Francesco Torbido, Barbara von Nikomedien und Antonius der Große und Rochus von Montpellier

Der nächste Altar, der abwechselnd aus rotem und weißem Marmor besteht, stammt ebenfalls aus dem späten 16. Sein Altarbild, das die heilige Barbara und die Heiligen Antonius der Große und Rochus von Montpellier darstellt, wurde von Francesco Torbido in seinen reifen Jahren geschaffen. Giorgio Vasari erwähnt, dass das Gemälde ursprünglich für die Bombardieri-Kapelle angefertigt wurde. Wir wissen auch, dass es ursprünglich mit einer Predella bereichert war, die heute mit dem Rahmen verschwunden ist, in dem einige Szenen des Martyriums des Heiligen dargestellt waren.
Der dritte Altar wurde in der zweiten Hälfte des 16. Jahrhunderts erbaut und im 18. Jahrhundert mehrfach umgebaut. Der Veroneser Maler Domenico Brusasorzi ist der Autor des Altarbildes, auf dem er zwischen 1540 und 1550 die Madonna und die Heiligen Sebastian, Monika, Augustinus und Rochus darstellte. Wie es damals üblich war, hat Brusasorzi das Porträt der Auftraggeber in der Mitte des unteren Teils der Leinwand angebracht. Der Altar wurde von den Adligen von Da Cerea in Auftrag gegeben, deren Wappen an den Seiten der Mensa abgebildet ist.
In der Mitte des nächsten Altars, des vierten, befindet sich in einer Nische eine Holzskulptur, die eine Madonna des Gürtels darstellt, ein Werk aus dem frühen 19. Jahrhundert Giovanni Caliari ist der Autor des Gemäldes, das 1834 um die Nische herum angebracht wurde und die Heiligen Joseph, Anna, Euphemia und Theresia darstellt. Das Altarretabel des Altars wurde im 16. Jahrhundert aus rotem Marmor aus Verona gefertigt.
Der fünfte Altar wurde 1736 im Auftrag der Zunft der Pistori angefertigt. Er zeichnet sich durch die Verwendung von verschiedenen Marmorsorten aus. In der Mitte befindet sich ein Gemälde im Stil des 18. Jahrhunderts mit der Darstellung des heiligen Paulus zwischen den Heiligen Antonius Abt und Ursula, das von Agostino Ugolini signiert und datiert wurde: AUGUS. UGOLINI P. 1800.
Wenn man weitergeht, stößt man auf den Altar der Madonna della Salute, der 1596 im Auftrag der Familie Trevisoli angefertigt wurde, wie die Gravuren an den Seiten der Mensa bezeugen. Die Statue war eine der am meisten verehrten in der Stadt und wurde erst am 20. Februar 1807 nach Sant'Eufemia gebracht, wo sie aus einer anderen Kirche stammte, die während der napoleonischen Besatzung zerstört worden war. Ursprünglich befand sich hier ein Gemälde von Felice Brusasorzi, das heute nicht mehr existiert.
Der architektonisch interessanteste Altar, auch wegen der Verwendung von gelbem Marmor aus Torri del Benaco, ist der siebte, der dem Thomas von Villanova, einem Augustinerheiligen, gewidmet ist. Sie wurde um die Mitte des 18. Jahrhunderts erbaut und verfügt über einen interessanten Tabernakel mit drei Statuetten von Diomirio Cignaroli, die den heiligen Josef und zwei Putten darstellen; ursprünglich gab es auch eine kleine Tür, die von Giuseppe Cignaroli gemalt wurde, die im August 1991 gestohlen wurde. Das Altarbild Jungfrau und Sankt Thomas von Villanova wurde von Giambettino Cignaroli um 1768 gemalt. Gian Domenico Cignaroli ist hingegen der Autor des Gemäldes rechts vom Altar mit der Madonna, dem heiligen Andreas, dem heiligen Laurentius und den Seelen im Fegefeuer, während Fabrizio Cartolari das Gemälde links mit dem Heiligen Thomas von Villanova, der Almosen an die Armen verteilt malte.

#### Bilder

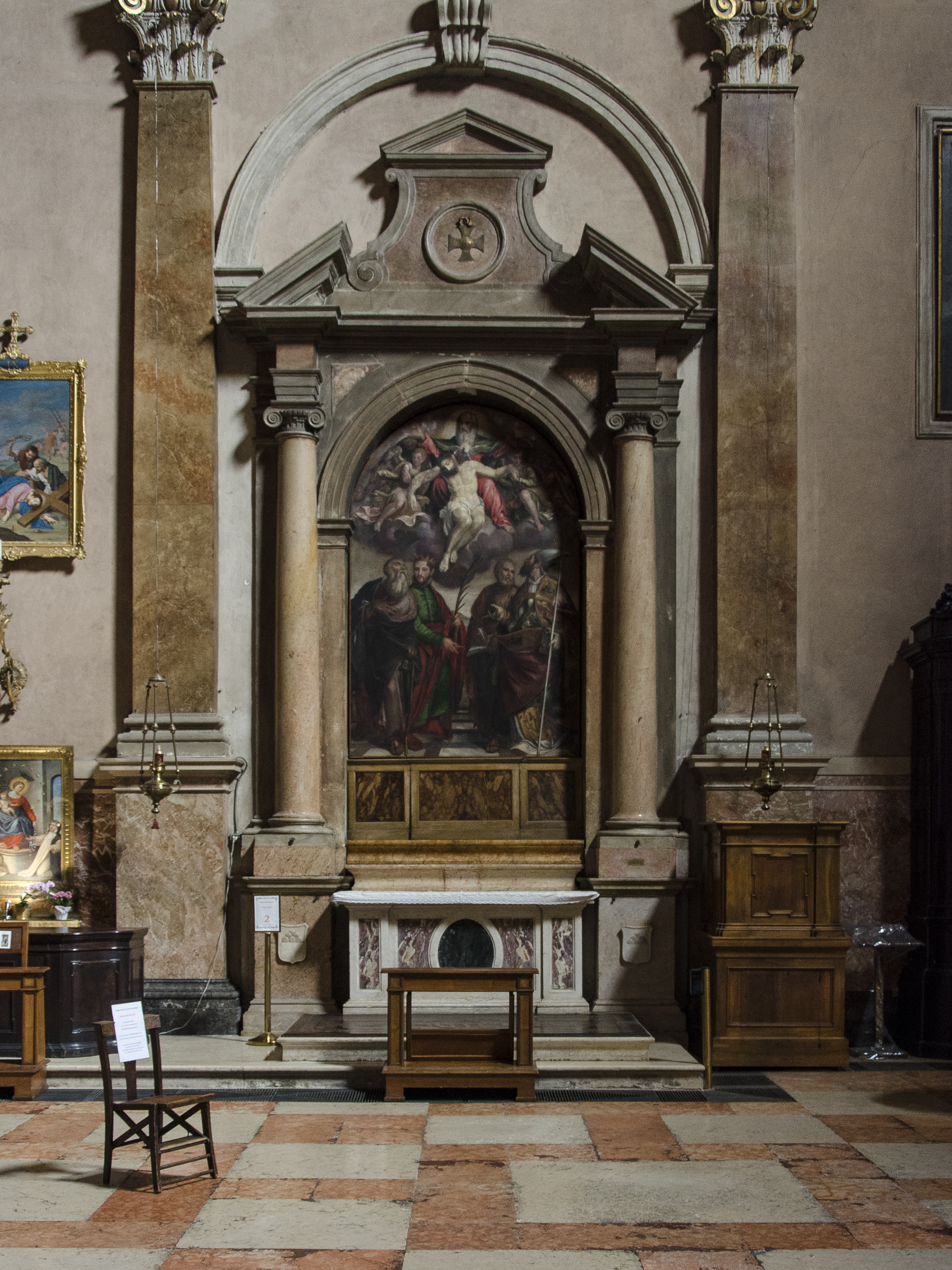
Erster Altar auf der rechten Seite, vom Eingang aus gesehen
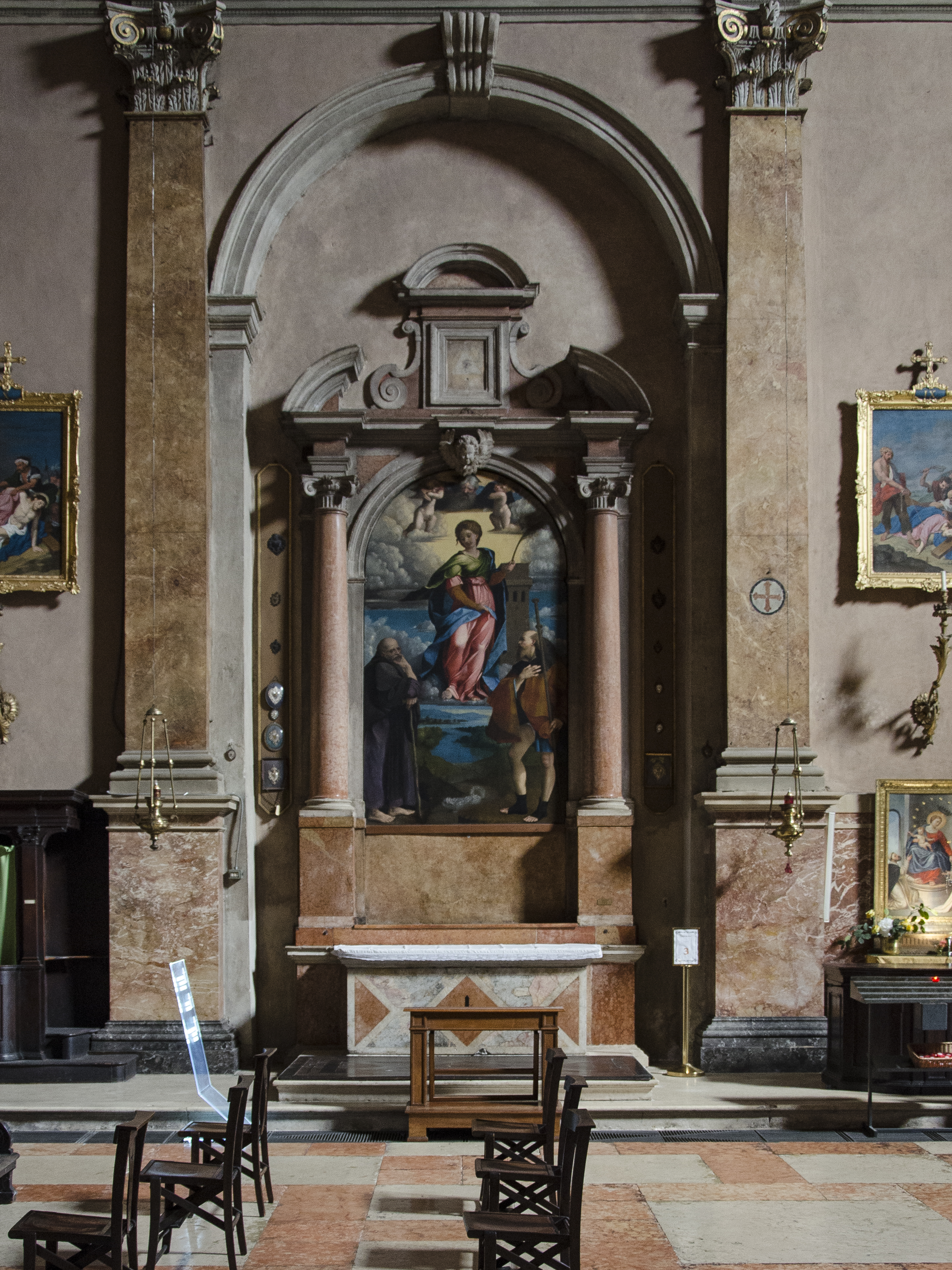
Zweiter Altar
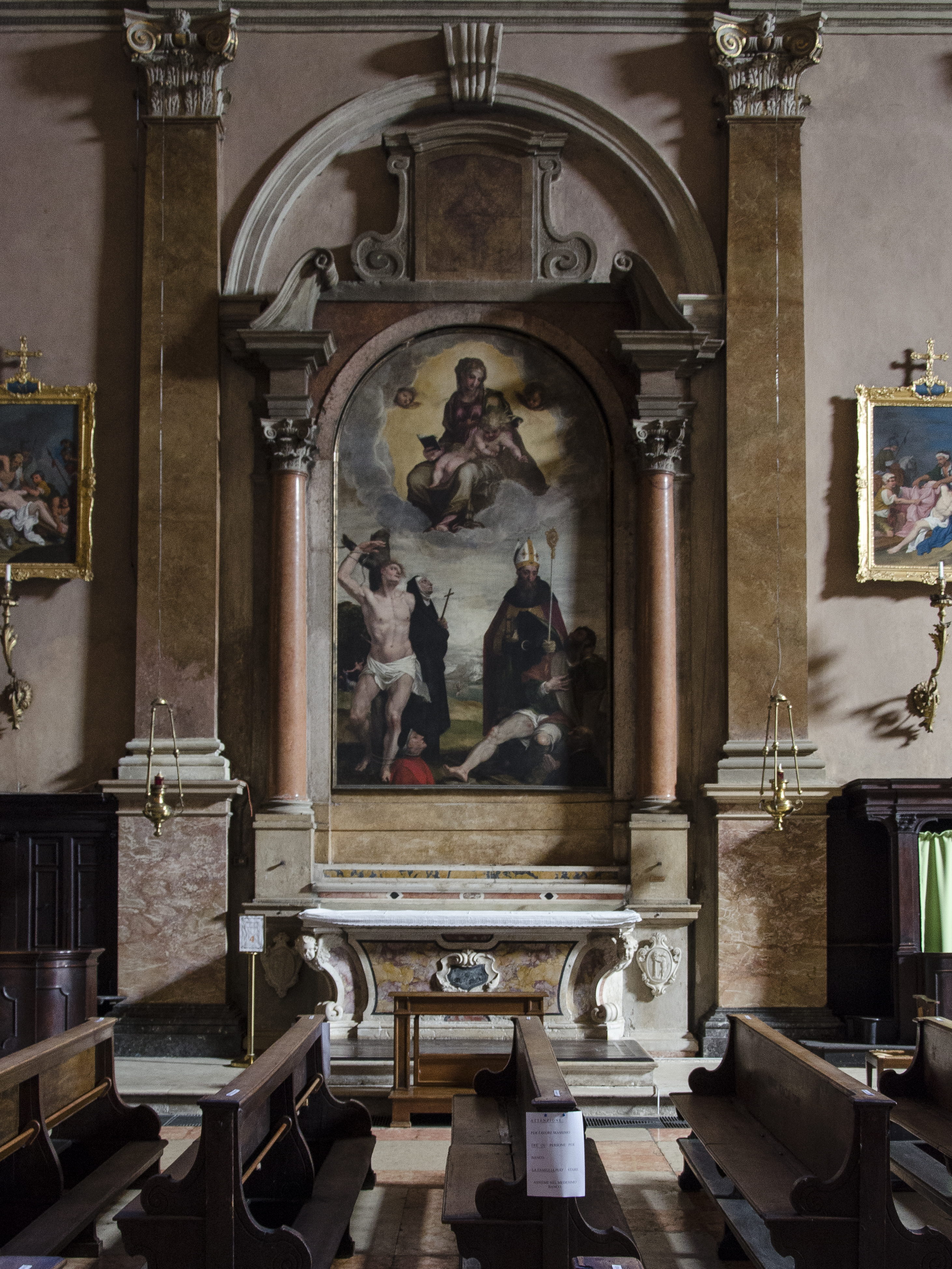
Dritter Altar
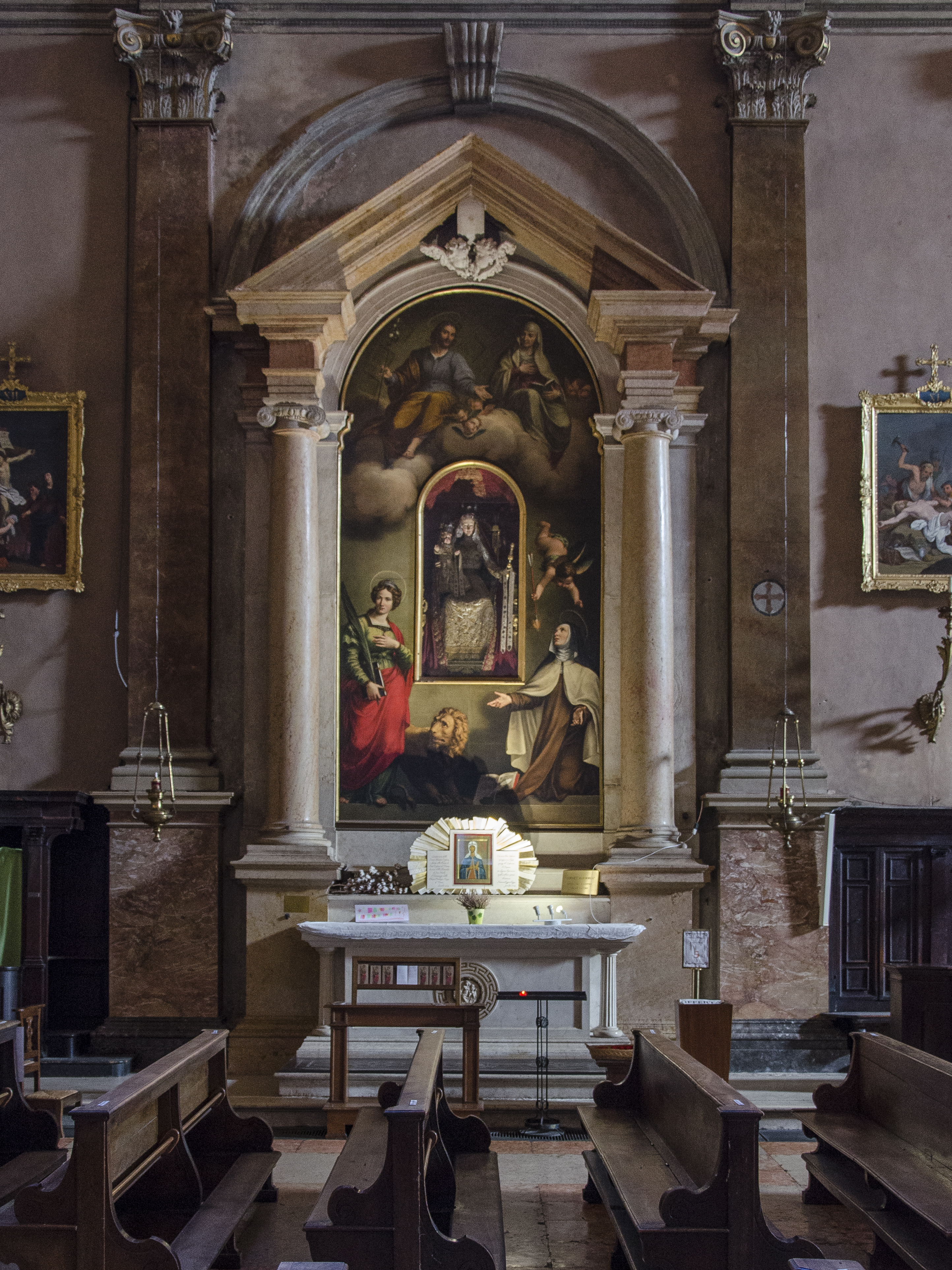
Vierter Altar
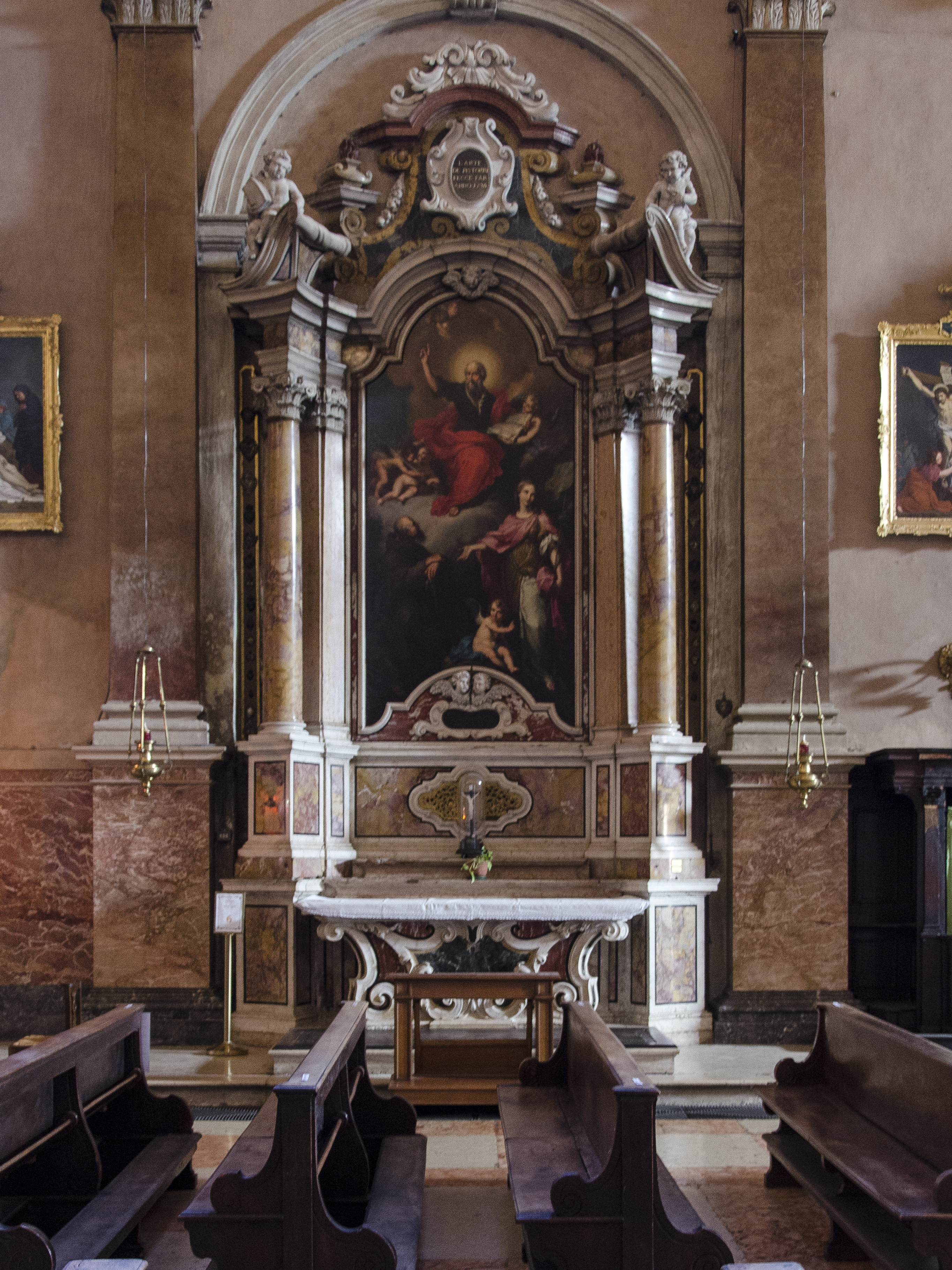
Fünfter Altar
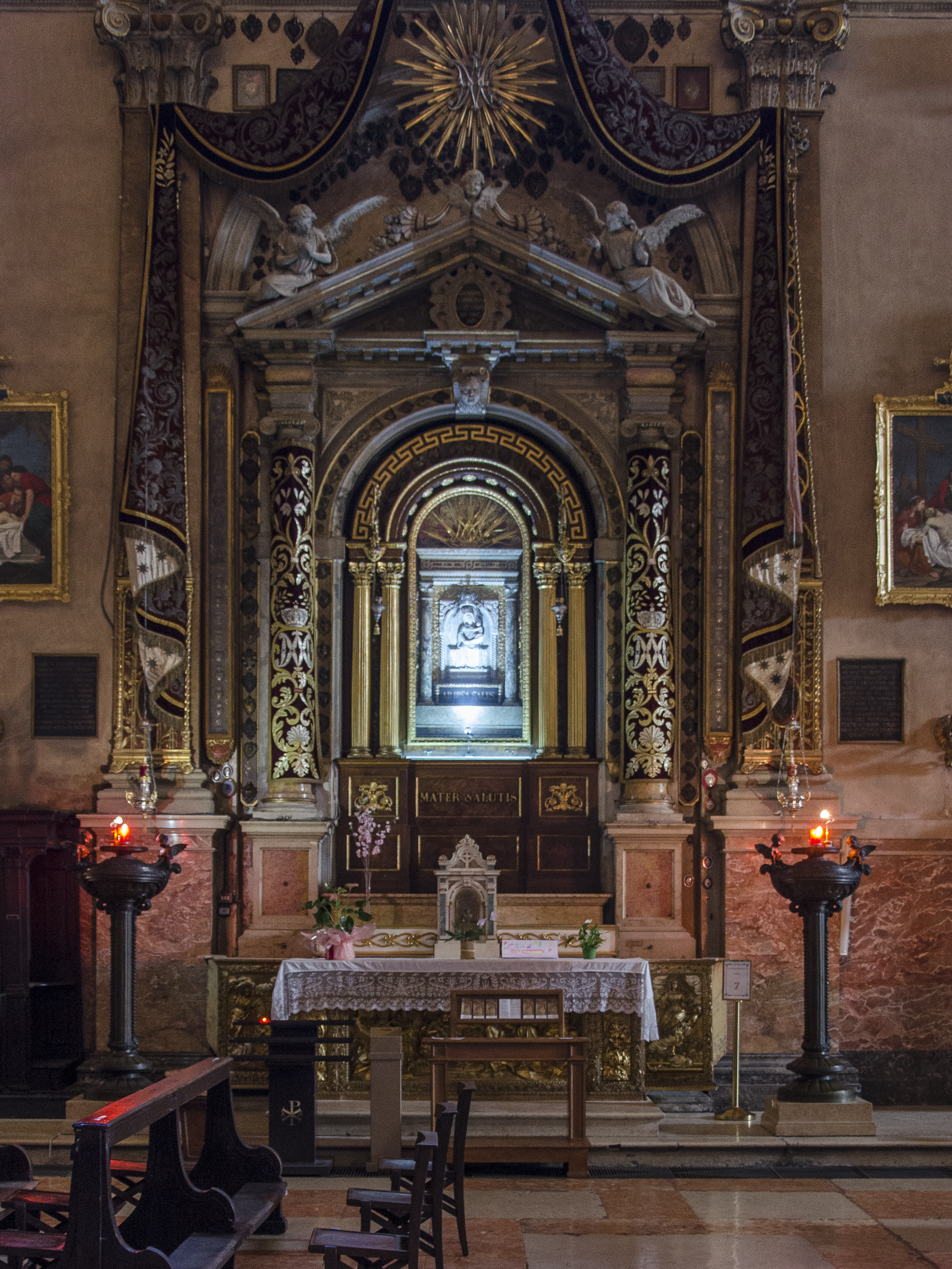
Sechster Altar
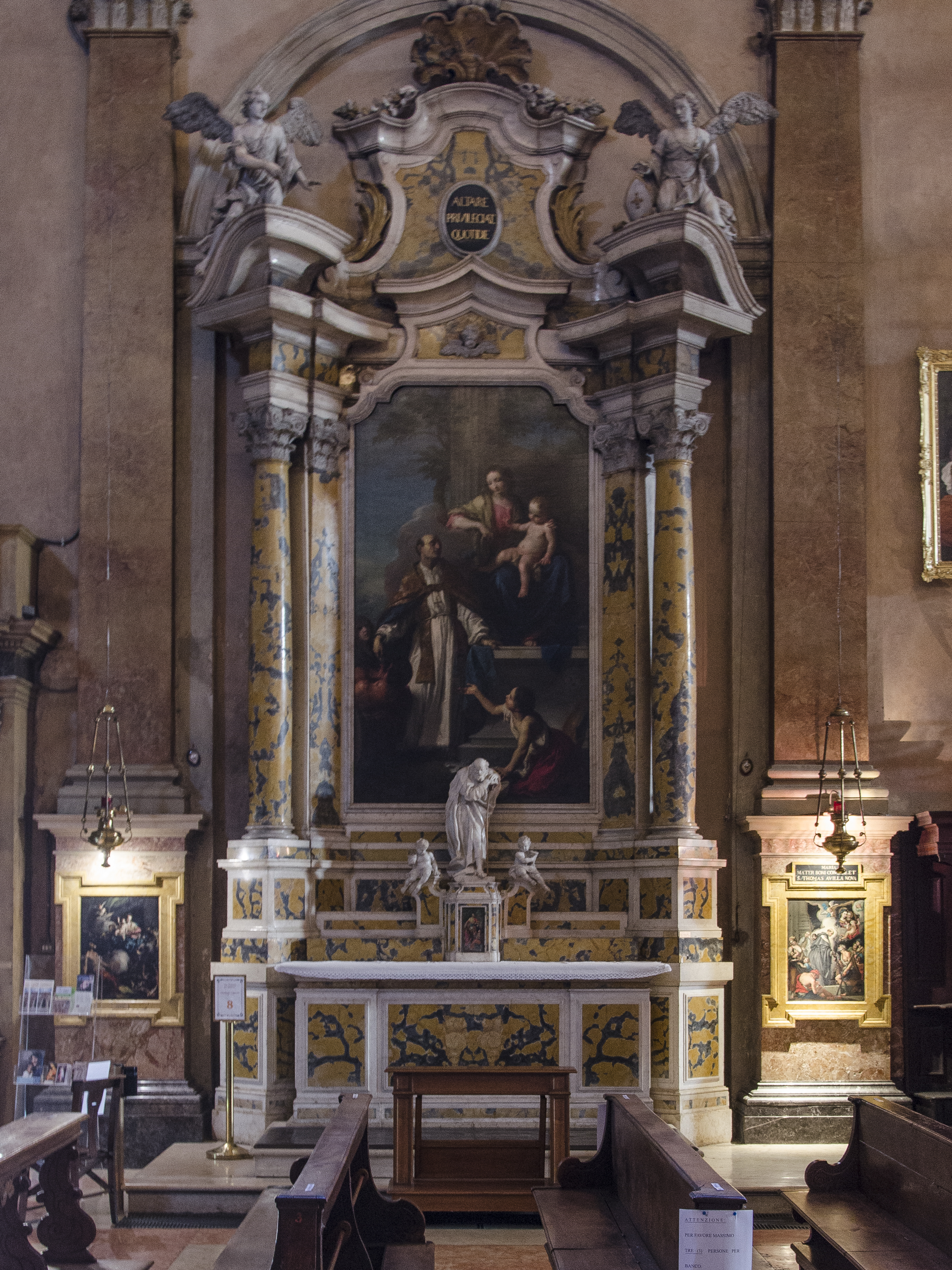
Letzter Altar

#### Linke Seite des Kirchenschiffs

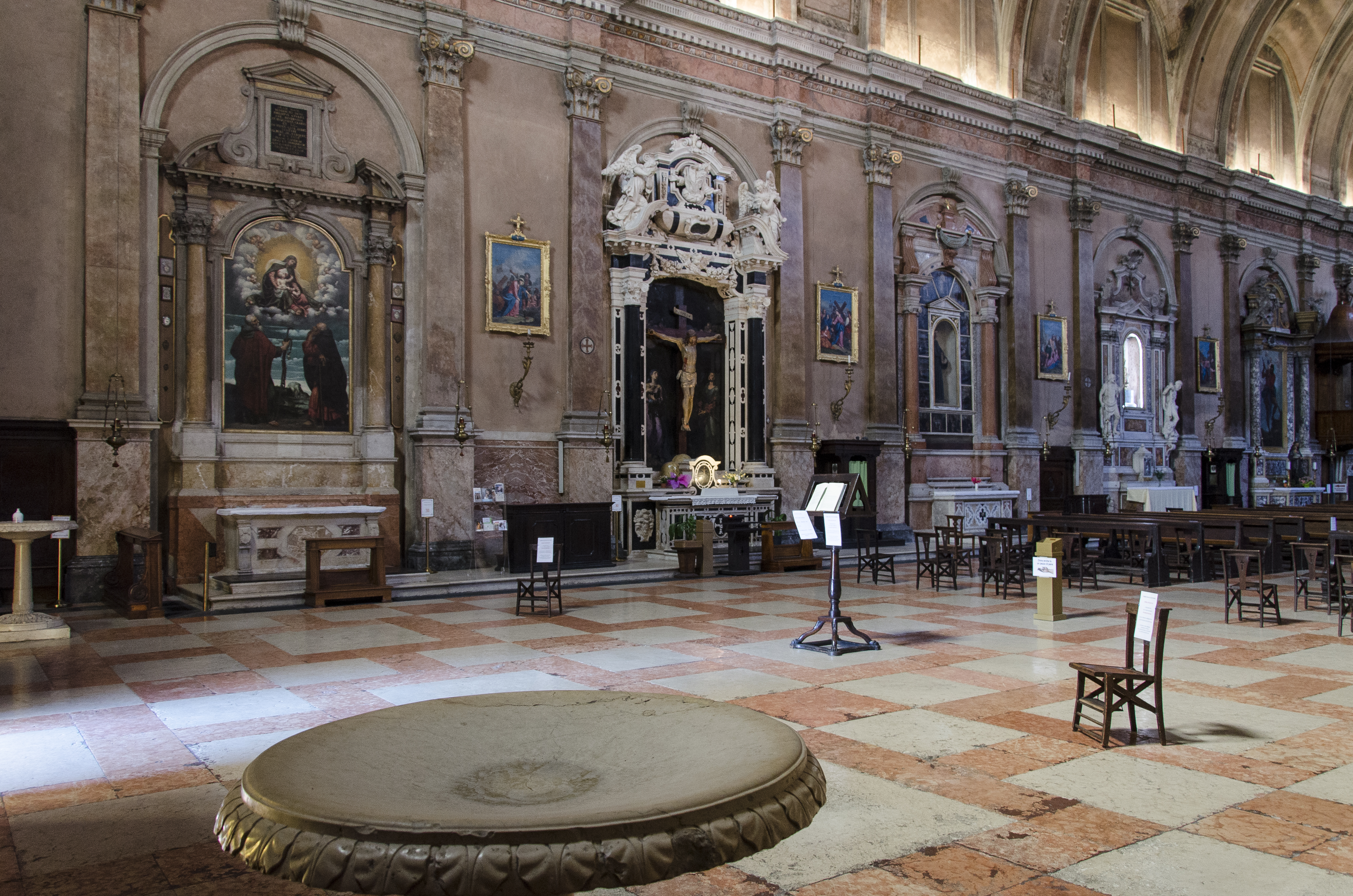
Linke Seite des Kirchenschiffs

Wenn man durch das Hauptportal auf die linke Seite des Kirchenschiffs geht, sieht man an der Wand eine Leinwand hängen, die Felice Brusasorzi zugeschrieben wird und das Kruzifix mit der Madonna, der heiligen Maria Magdalena und dem heiligen Johannes darstellt, das sich seit mindestens 1854, dem Datum seiner ersten Erwähnung, in Sant'Eufemia befindet. Unmittelbar danach befindet sich der erste Seitenaltar auf der linken Seite, der 1740 im Auftrag von Alessandro da Sacco ausgeführt wurde, wobei ein früherer Altar aus dem Jahr 1632 von Filippo Torriani überarbeitet wurde. Das Altarbild, das Mitte des 19. Jahrhunderts hier angebracht wurde, ist ein Werk von Alessandro Bonvicino, genannt “il Moretto”, der um 1540 eine Madonna in Glorie und die Heiligen Onofrio und Antonio Abate malte.
Der zweite Altar wurde zwischen 1695 und 1696 von Gian Giacomo Lonardi erbaut, ebenfalls als Ersatz für einen früheren Altar, der für die Kirche zu bescheiden war. An die Familie des Auftraggebers erinnern zwei Wappen, die am Fuß der Altarsäulen angebracht sind. Der Altar zeichnet sich durch den Wechsel von weißem und schwarzem Marmor aus; auf dem Fastigium befindet sich die Skulptur Eterno tra due angeli, ein Werk von Francesco Filippini. In der Mitte des Altars befindet sich ein hölzernes Kruzifix, das sich von einem dunklen Hintergrund abhebt, auf dem der Maler Sante Prunati die Figuren Maria und Johannes gemalt hat, die in Trauer über den Tod Jesu versunken sind.
In der Mitte des dritten Altars steht eine Statue von Nikolaus von Tolentino, einem Augustinerheiligen, der in Santa Eufemia seit der zweiten Hälfte des 14. Jahrhunderts verehrt wird. Sie befindet sich in einer Nische, umgeben von fünfzehn kleinen Gemälden von Domenico Zanconti, die zwischen dem 18. und dem 19. Jahrhundert. Der Altar wurde von Mitgliedern der Familie Lanfranchini in Auftrag gegeben, wie eine am Fuß der rechten Säule eingravierte Inschrift und das Vorhandensein ihres Wappens auf dem Schlussstein bezeugen.
Der nächste Altar, der vierte, gehörte der Familie Campagna, woran die neben der Mensa eingravierten Wappen erinnern, und wurde im 18. Von Diomiro Cignaroli stammen die beiden Statuen, die den Heiligen Johannes den Täufer und den Heiligen Hieronymus darstellen, während sich in der Mitte in einer Nische die Skulpturengruppe der Pietà der heiligen Euphemia befindet, die der zweiten Hälfte des 14. Jahrhunderts zuzuschreiben ist, das älteste in der Kirche erhaltene Werk und die älteste Darstellung der Pietà im gesamten Venetien; Einige Kritiker haben die Ähnlichkeit mit der berühmten Pietà Roettgen im Rheinisches Landesmuseum in Bonn bemerkt.
Der fünfte Altar wurde 1744 dank des im Jahr zuvor von den Osti an den Bildhauer Gaudenzio Bellini vergebenen Auftrags realisiert. Das Werk zeichnet sich durch den großen Reichtum an Marmor aus, der für seine Realisierung verwendet wurde. Eine Leinwand, die den heiligen Christophorus, ein Werk von Ludovico Dorigny aus dem Jahr 1690, darstellt, wird von einem Rahmen aus gelbem Marmor aus Torri del Benaco eingefasst.
In Richtung des Presbyteriums befindet sich der sechste Altar. Dieser wurde 1573 im Auftrag des Adligen Gasparo Verità errichtet. Mit seinen neoklassischen Formen, die an das Werk des berühmten Veroneser Renaissancearchitekten Michele Sanmicheli erinnern, beherbergt er ein Altarbild von Bernardino India aus seinen späten Jahren, das die Hochzeit der heiligen Katharina darstellt.
Der siebte und letzte Altar ist dem heiligen Karl Borromäus gewidmet. Er wurde 1618 von Antonio Visconi in Auftrag gegeben, woran die auf den Sockeln der beiden Säulen eingravierten Familienwappen erinnern. Das Gemälde Madonna und der heilige Karl Borromäus zwischen den Heiligen Paulus und Antonius der Große ist ein Werk von Claudio Ridolfi aus dem Jahr 1618, das an den Stil von Federico Barocci erinnert. Schließlich befindet sich auf der linken Seite, vor dem Bogen, der das Kirchenschiff vom Presbyterium trennt, eine Tür, die zur Sakristei führt, über der ein Gemälde von Paolo Farinati aus dem Jahr 1573 hängt, das mit “PAOLUS FARINA / TUS P. MDLXX/III” signiert ist und den “Erzengel Michael” darstellt.

#### Bilder

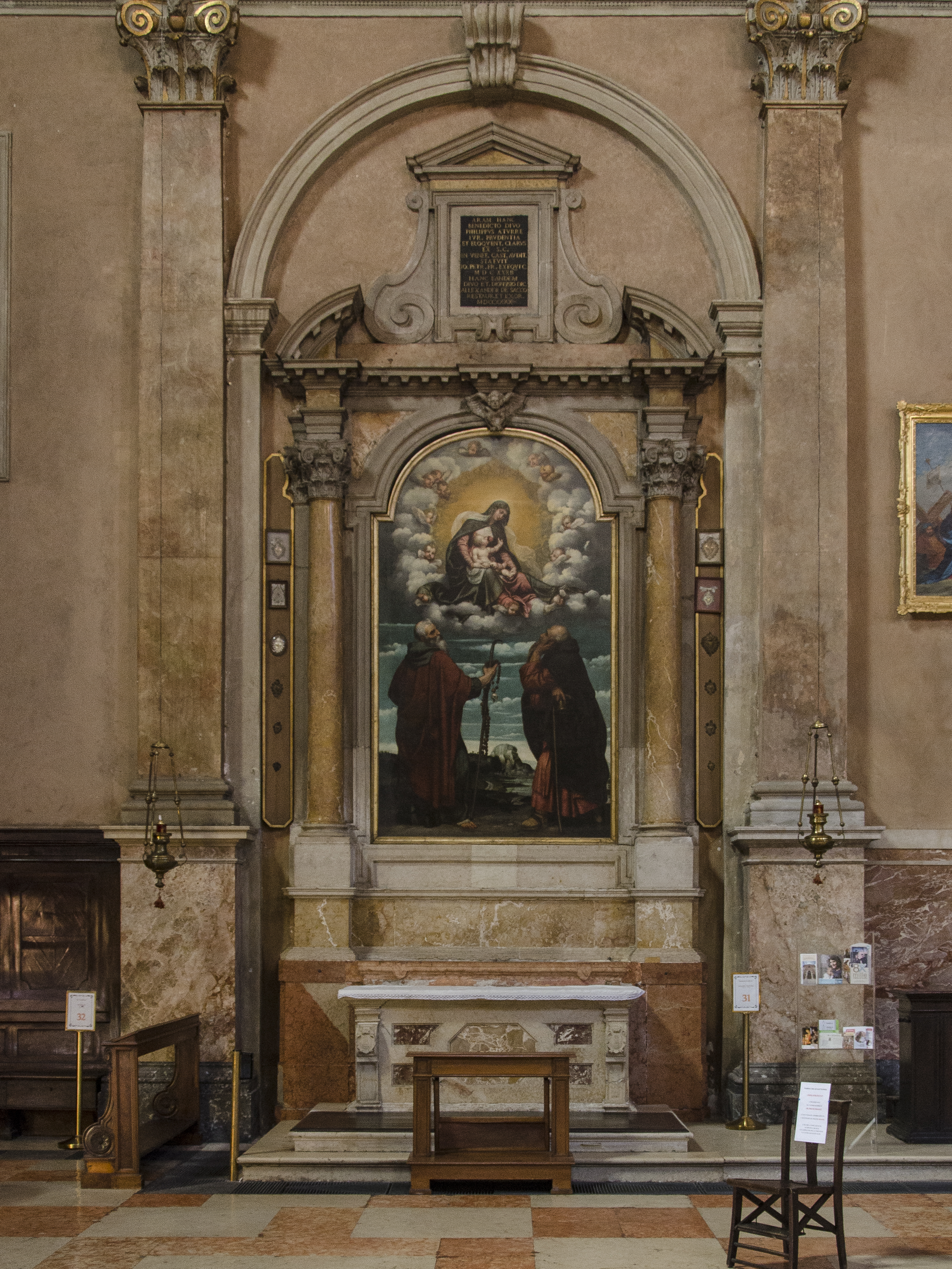
Erster Altar auf der linke Seite, vom Eingang aus gesehen
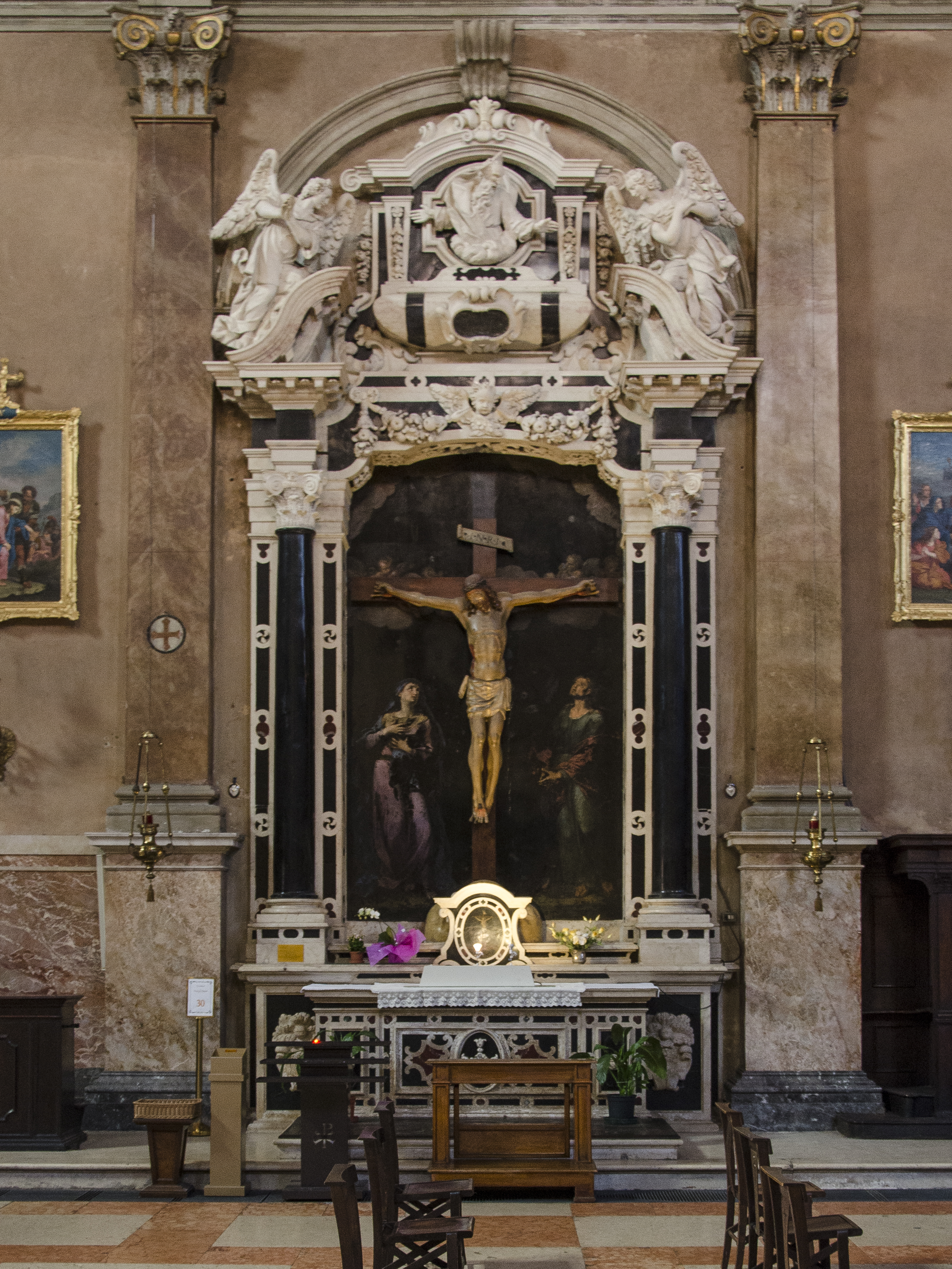
Zweiter Altar
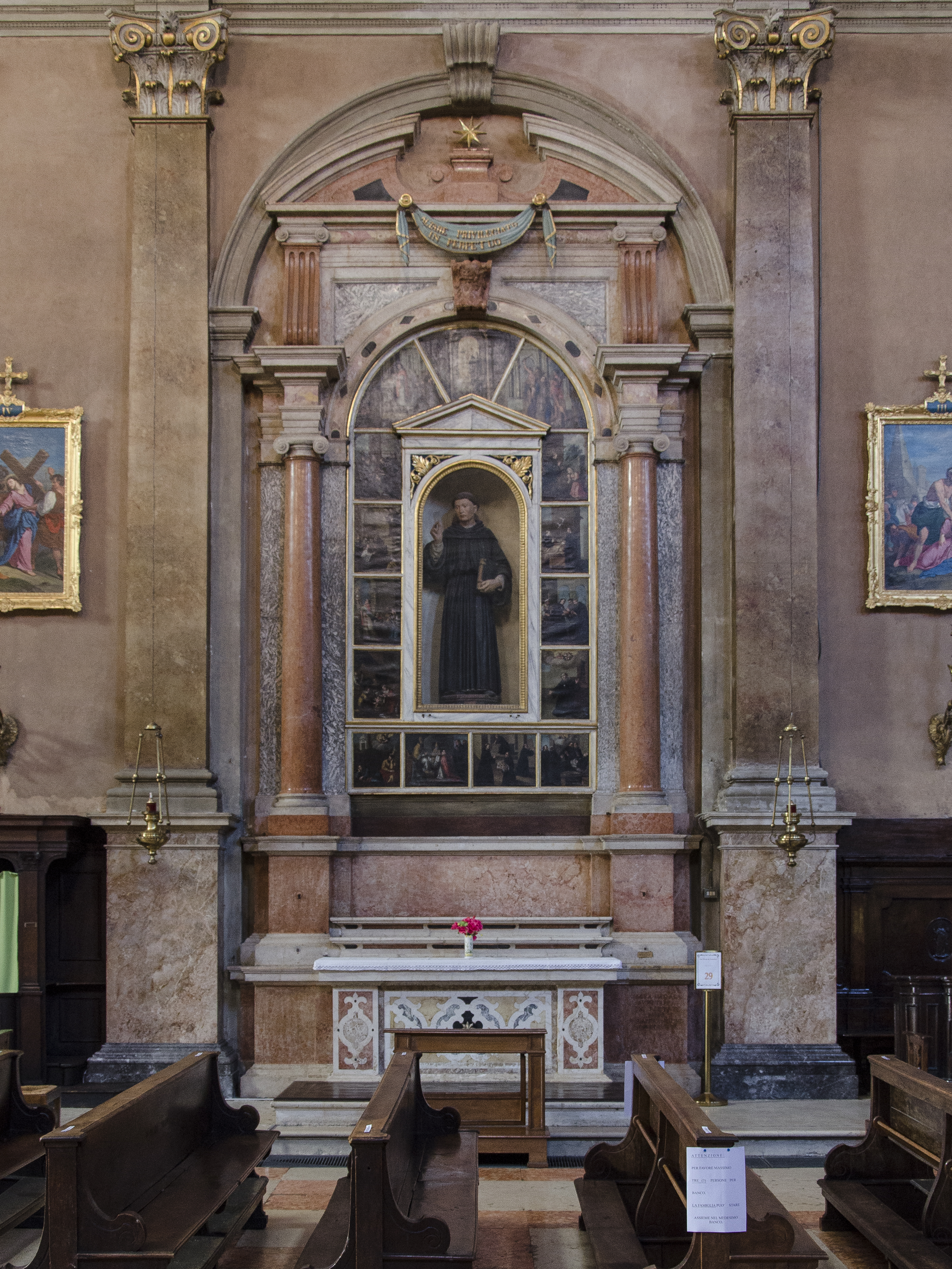
Dritter Altar
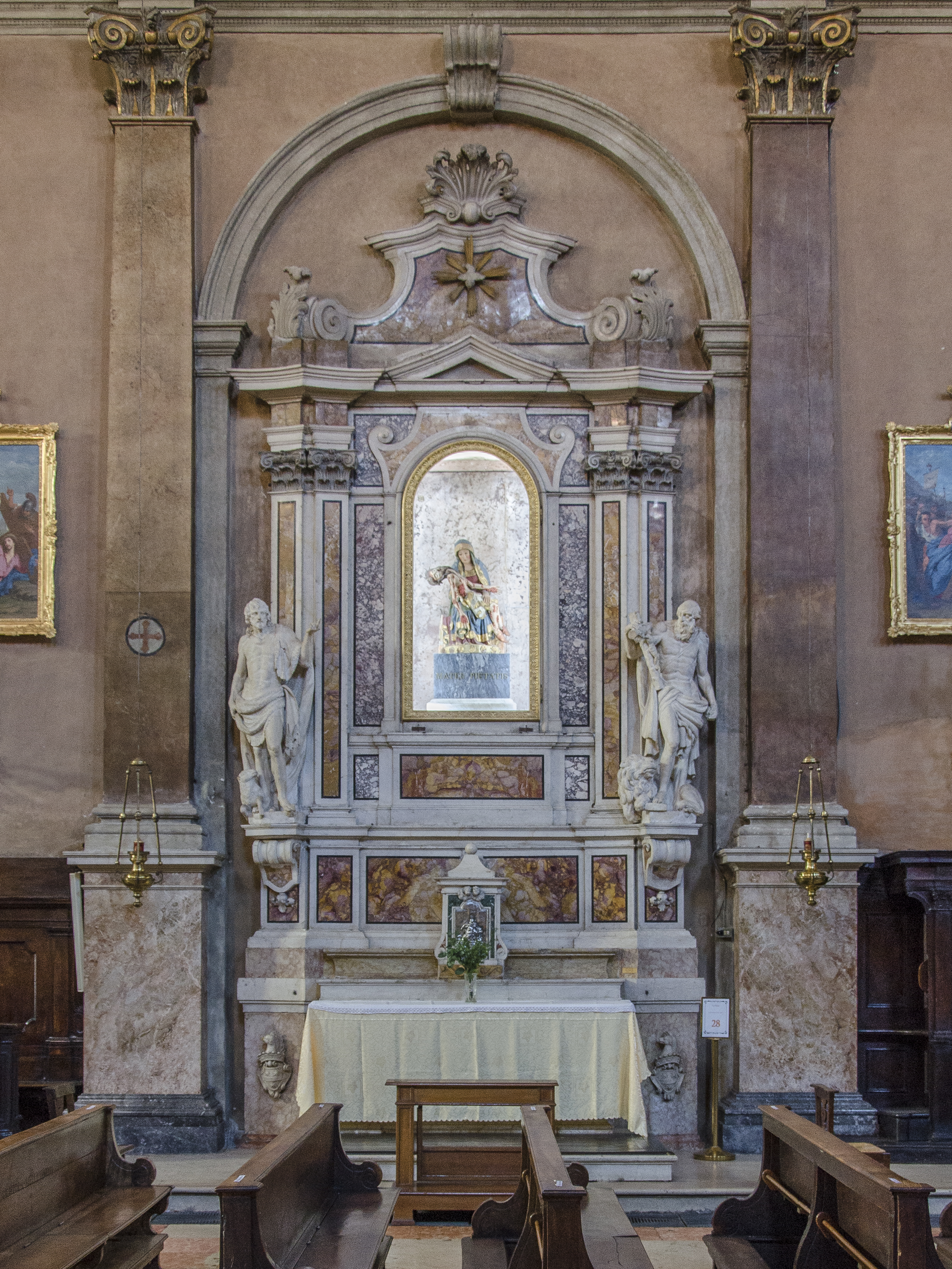
Vierter Altar
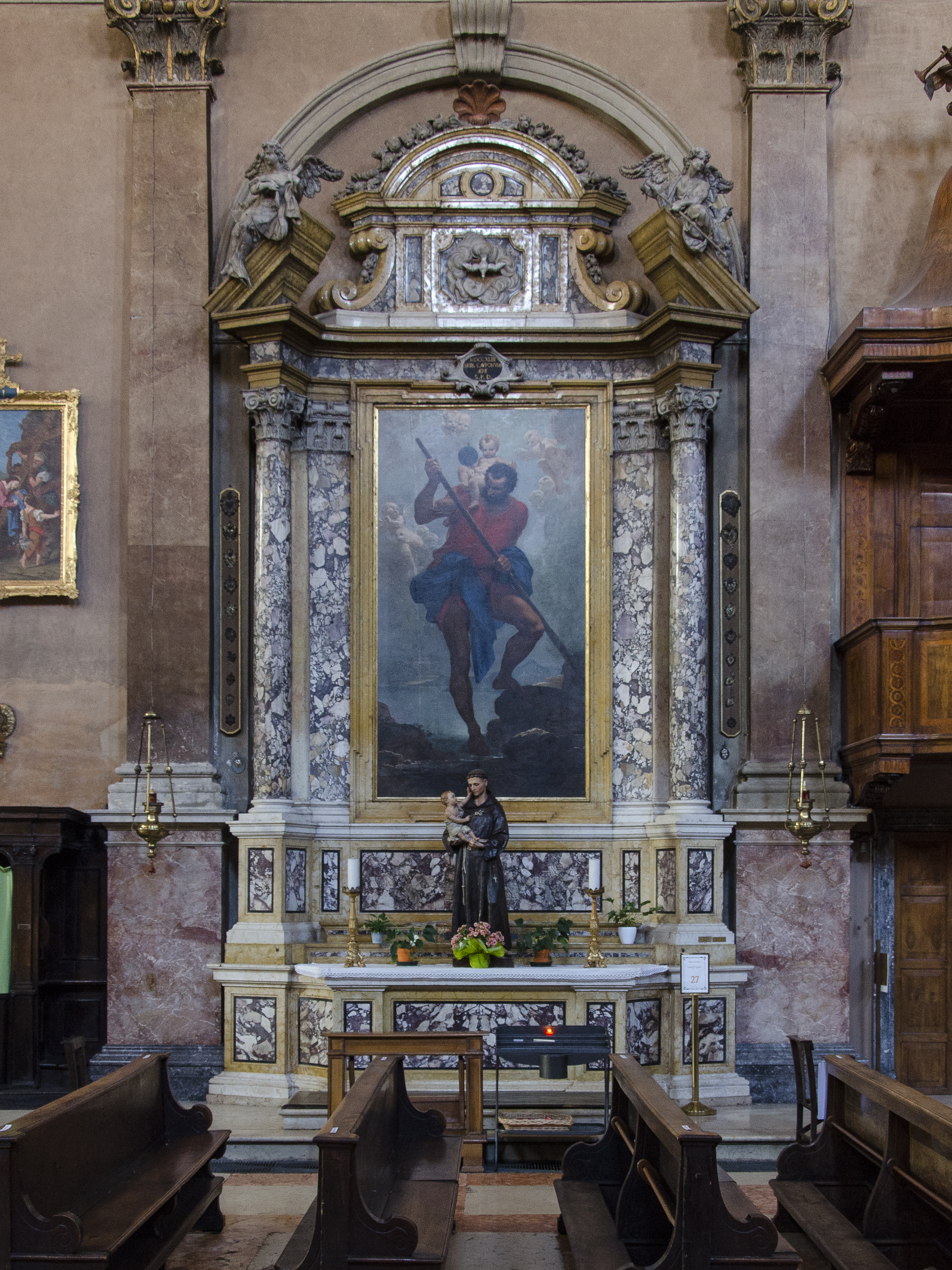
Fünfter Altar
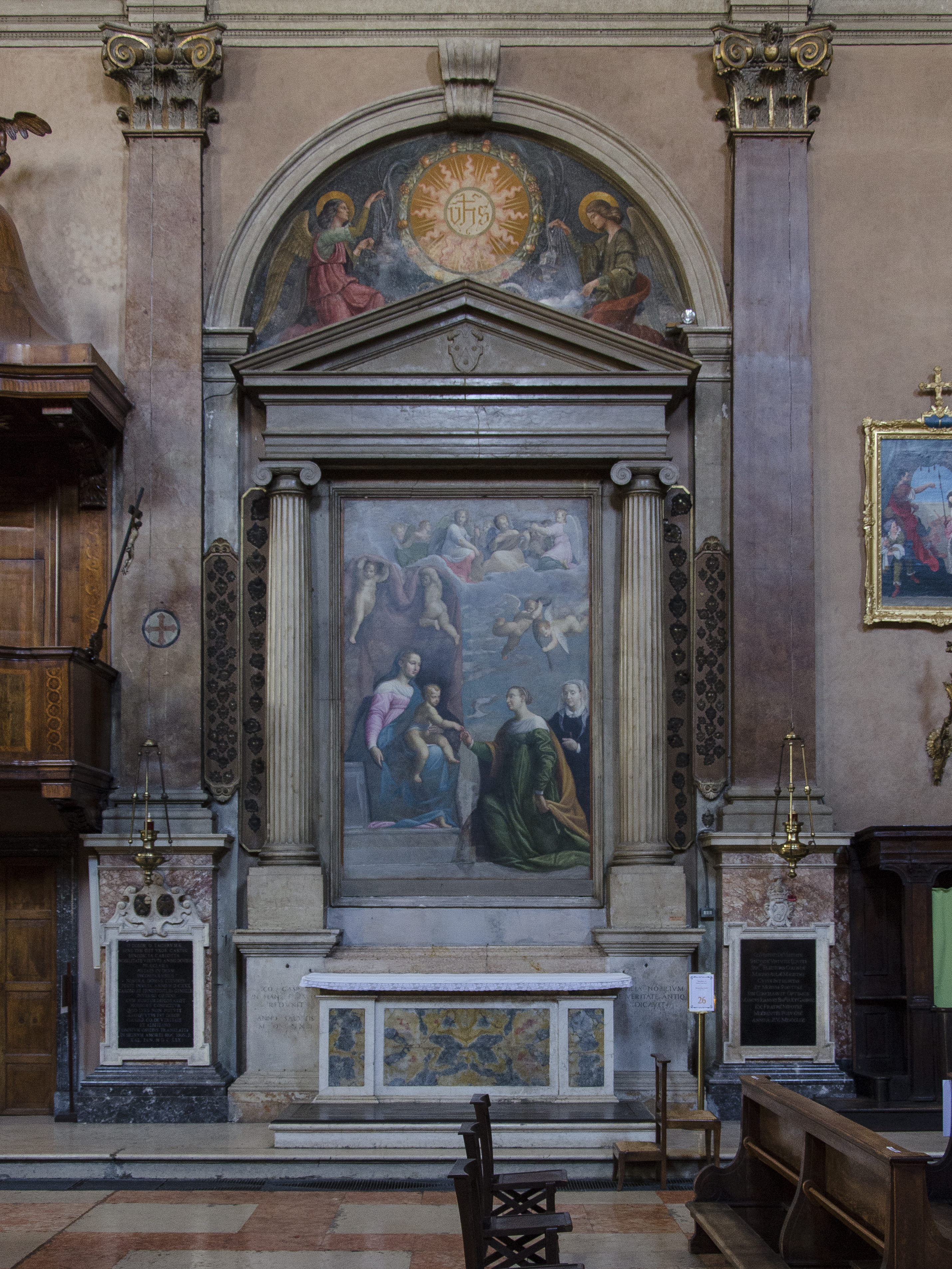
Sechster Altar
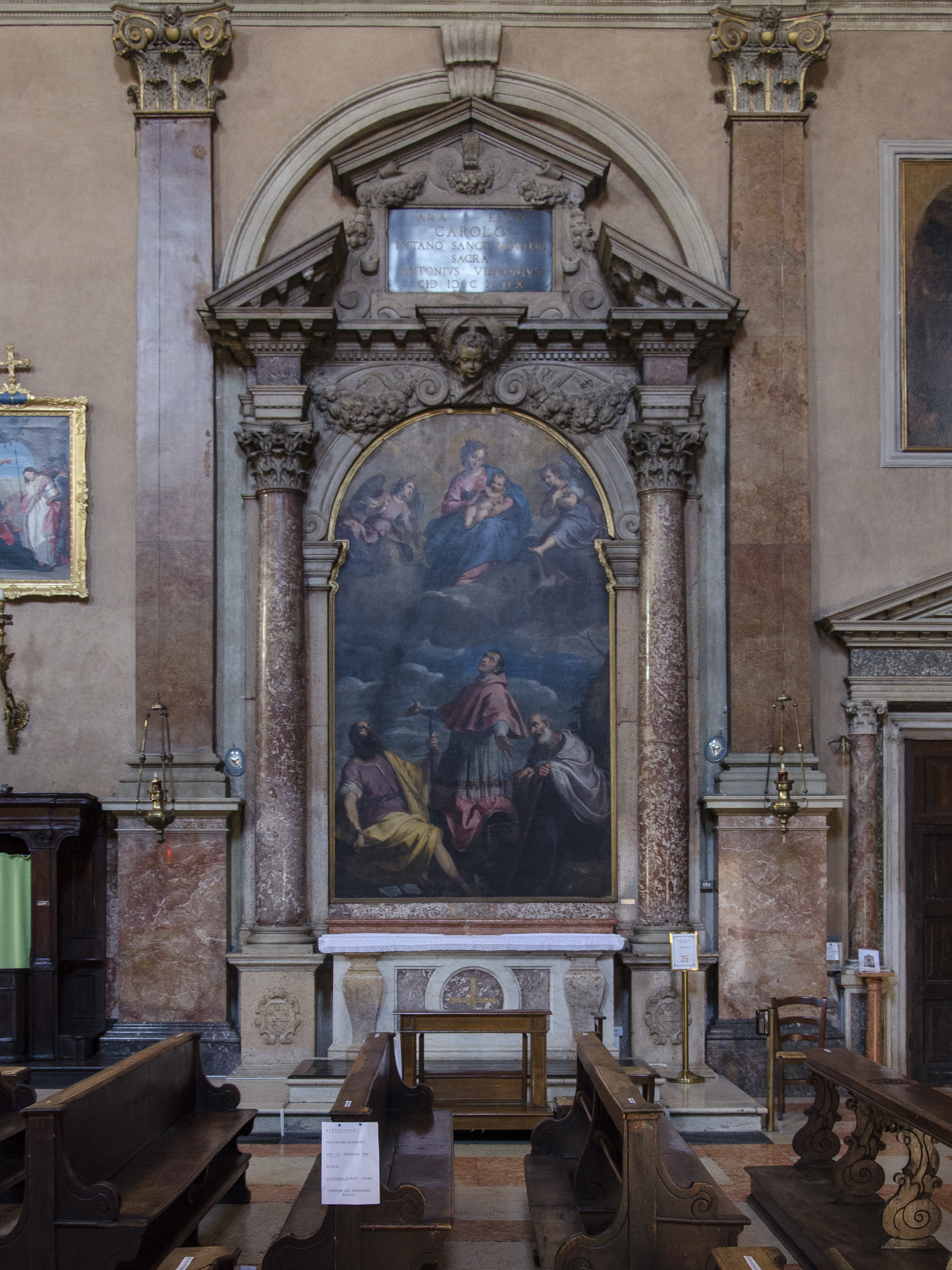
Letzter Altar

#### Kreuzfahrt

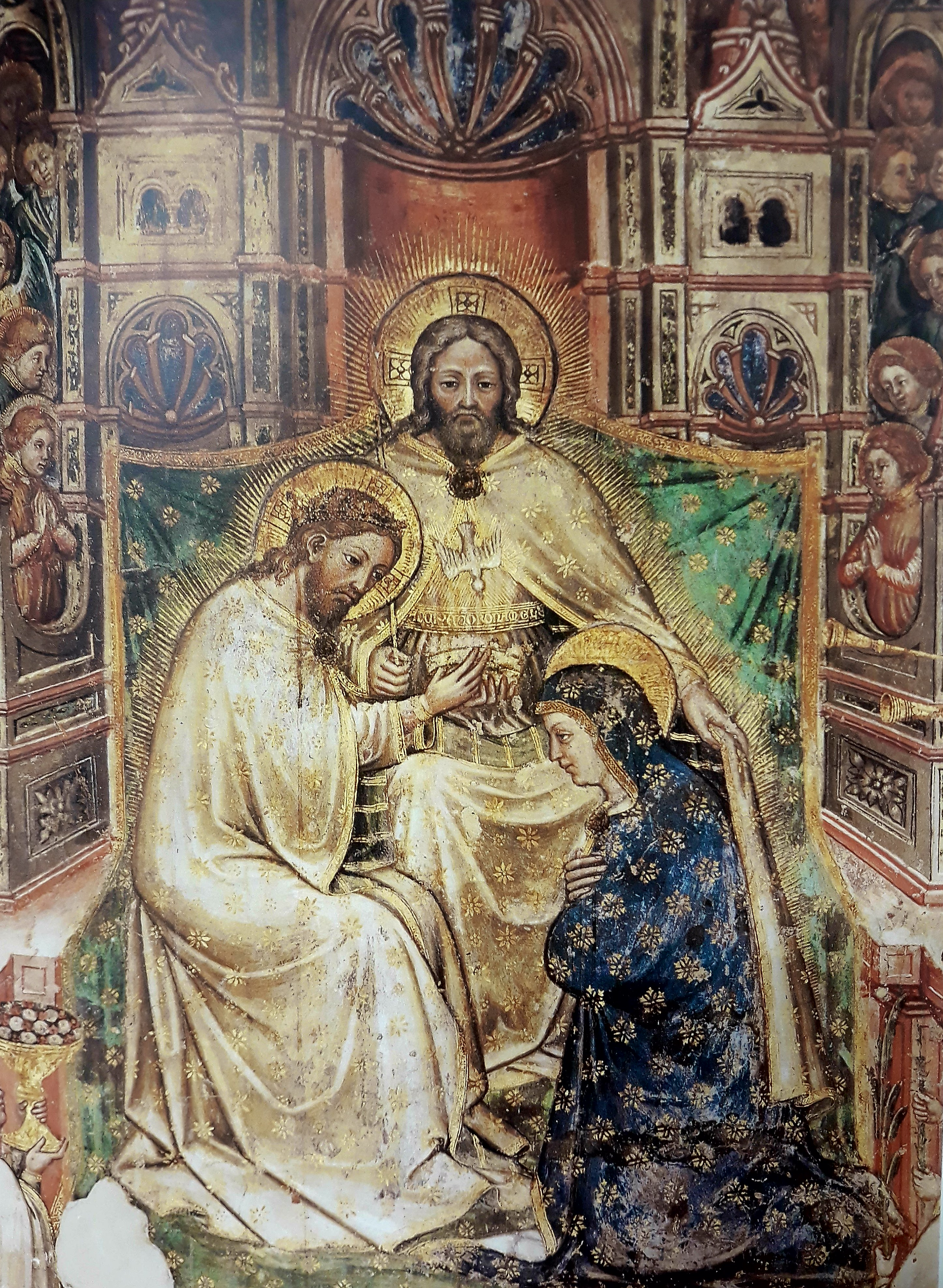
Martino da Verona, Krönung der Jungfrau Maria

Im linken Arm des Kreuzfahrts befindet sich das Taufbecken aus dem Jahr 1601; es steht hier seit 1968, als es von seinem ursprünglichen Standort rechts vom Hauptportal versetzt wurde, und besteht aus rotem Veroneser Marmor, in den einfache Leisten eingemeißelt sind. In der Mitte befindet sich das Wappen von Banda und die Inschrift “GALEATIUS DE/ BANDIS COMES / 16/01”. Im Jahr 1953 wurde sie mit einem Bronzedeckel versehen, der den Becher abdeckt. Darüber befindet sich die Orgel.
An der Außenwand öffnet sich eine Tür mit einem Tympanon, durch die man in einen kurzen Korridor gelangt, der zur Sakristei führt. An den Wänden des Korridors sind Fragmente von Grabsiegeln und eine Marmortafel eingelassen, die von einem Vermächtnis zugunsten heiratsfähiger Mädchen zeugt, das der Pfarrer Massimiliano Lanceni im Jahr 1782 machte. Über der Tür hängt eine Leinwand mit der Darstellung des Heiligen Erzengels Michael, ein Werk von Paolo Farinati, wie die 1950 entdeckte Unterschrift “Paulus Farina / tus P. MDLXXIII” bezeugt, die die frühere irrtümliche Zuschreibung widerlegt, die Pasquale Ottino als Autor angab.
Im rechten Arm des Kreuzgewölbes befindet sich ein interessantes Fresko, höchstwahrscheinlich von Martino da Verona, Krönung der Jungfrau, das am 22. März 1966 nach der Entfernung der Erhöhung eines Möbelstücks entdeckt und drei Jahre später restauriert wurde; seine Sinopie befindet sich in der Kapelle Spolverini Dal Verme. Obwohl sich die Kritiker nicht genau über die Datierung einig sind, wird es von den meisten in die erste Hälfte des 15. Jahrhunderts eingeordnet und als wichtiges Beispiel der Spätgotik angesehen. Das Gemälde wurde als deutlicher Beweis für die Ankunft einer „neuen Strömung in Verona, mit sehr gotischen Anklängen, verschwommenen und winzigen Initialen, kleinen Figuren, die ohne weitere räumliche Sensibilität angegangen werden“, beschrieben, die einen großen Einfluss auf die lokalen Maler haben sollte.

#### Presbyterium und Chor

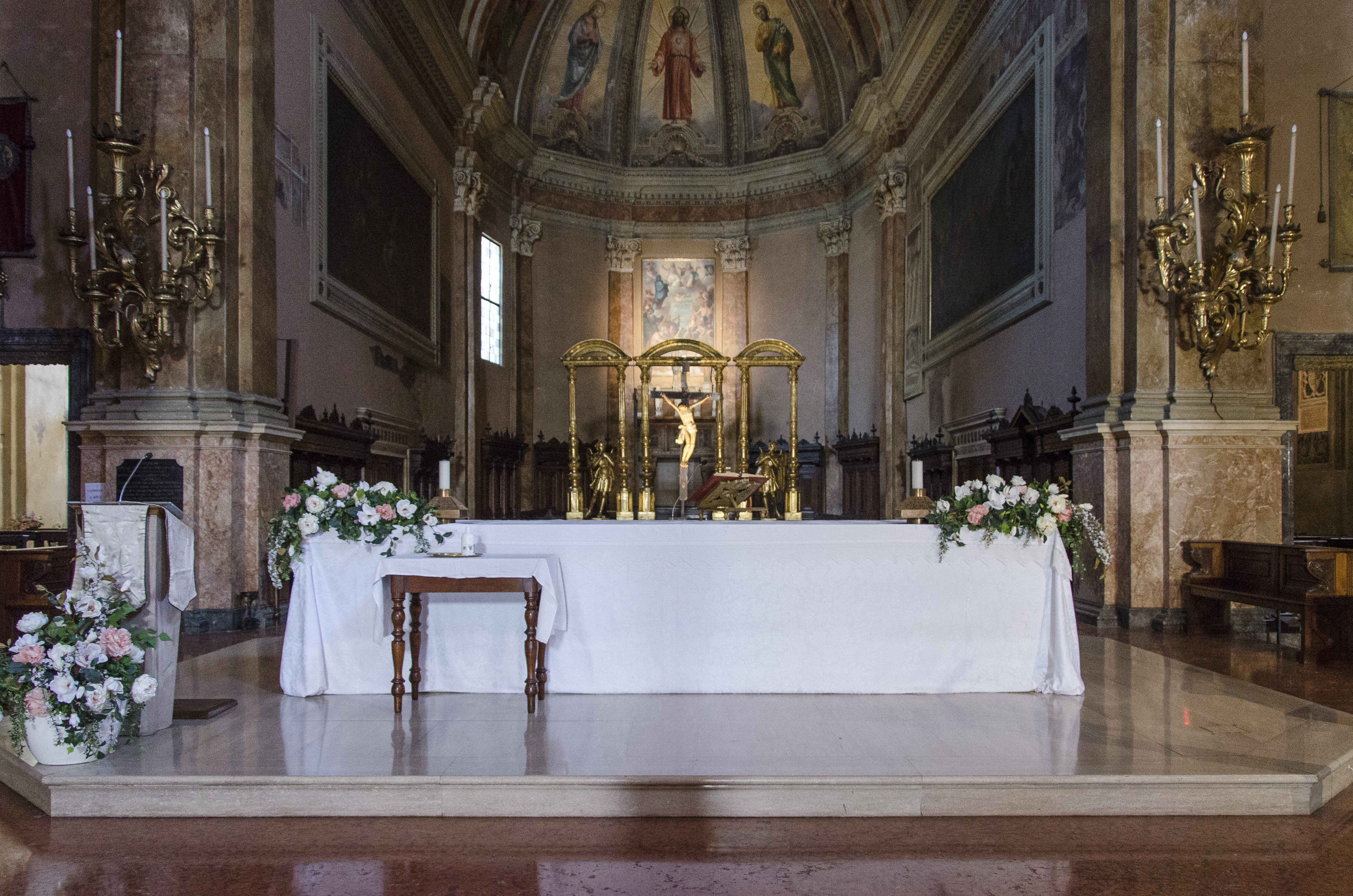
Presbyterium, rechts und links die beiden großen Leinwände, die die antiken Fresken bedecken, hinten die Leinwand von Brusasorzi über dem Grabmal von Dal Verme

Ursprünglich müssen die Wände des großen Presbyteriums der Kirche fast vollständig mit Fresken aus dem späten 14. und frühen 15. Jahrhundert bedeckt gewesen sein; heute sind nur noch Fragmente dieser Malereien erhalten, die in der zweiten Hälfte des 19. Jahrhunderts. So sind an der rechten Wand einige Reste eines großen Freskos mit der Darstellung des Jüngsten Gerichts von Martino da Verona zu sehen, die größtenteils von einer großen Leinwand aus dem 18. Jahrhundert verdeckt werden. Von diesem Gemälde ist der am besten erhaltene Teil, auch dank einer 1958 durchgeführten Restaurierung, ein linkes vertikales Band, das Engel, die Seligen und die Auferstandenen darstellt. Die Leinwand aus dem 18. Jahrhundert stammt hingegen von Paolo Pannelli, der das Martyrium der sieben Augustinerheiligen darstellte.
Am unteren Ende der Apsis befindet sich jedoch ein 1988 restauriertes Gemälde des Veroneser Malers Felice Brusasorzi, der es um 1573 im Auftrag der Familie Verità malte, die es für ihren Altar verwenden wollte. Das von Brusasorzi gewählte Sujet ist eine Dreifaltigkeit mit der fürbittenden Jungfrau, den Heiligen und den Patriarchen und er hat sich dabei sicherlich von La Gloria von Tiziano Vecellio inspirieren lassen. Darunter befindet sich das Grabdenkmal der amiglia Dal Verme, das von Jacopo Dal Verme Ende des 14. Jahrhunderts.
An der linken Wand hängt eine große Leinwand aus den ersten Jahrzehnten des 19. Jahrhunderts, die eine Verkündigung des Malers Claudio Ridolfi darstellt, die fast vollständig die Reste eines großen Freskos verdeckt, das zeitgleich mit dem Bau der Kirche oder etwas später entstanden sein muss und eine Madonna inmitten von Heiligen zeigt, von der nur einige Teile augustinischer Heiliger erhalten sind.

#### Rechte Apsis (oder Spolverini-Dal Verme-Kapelle)

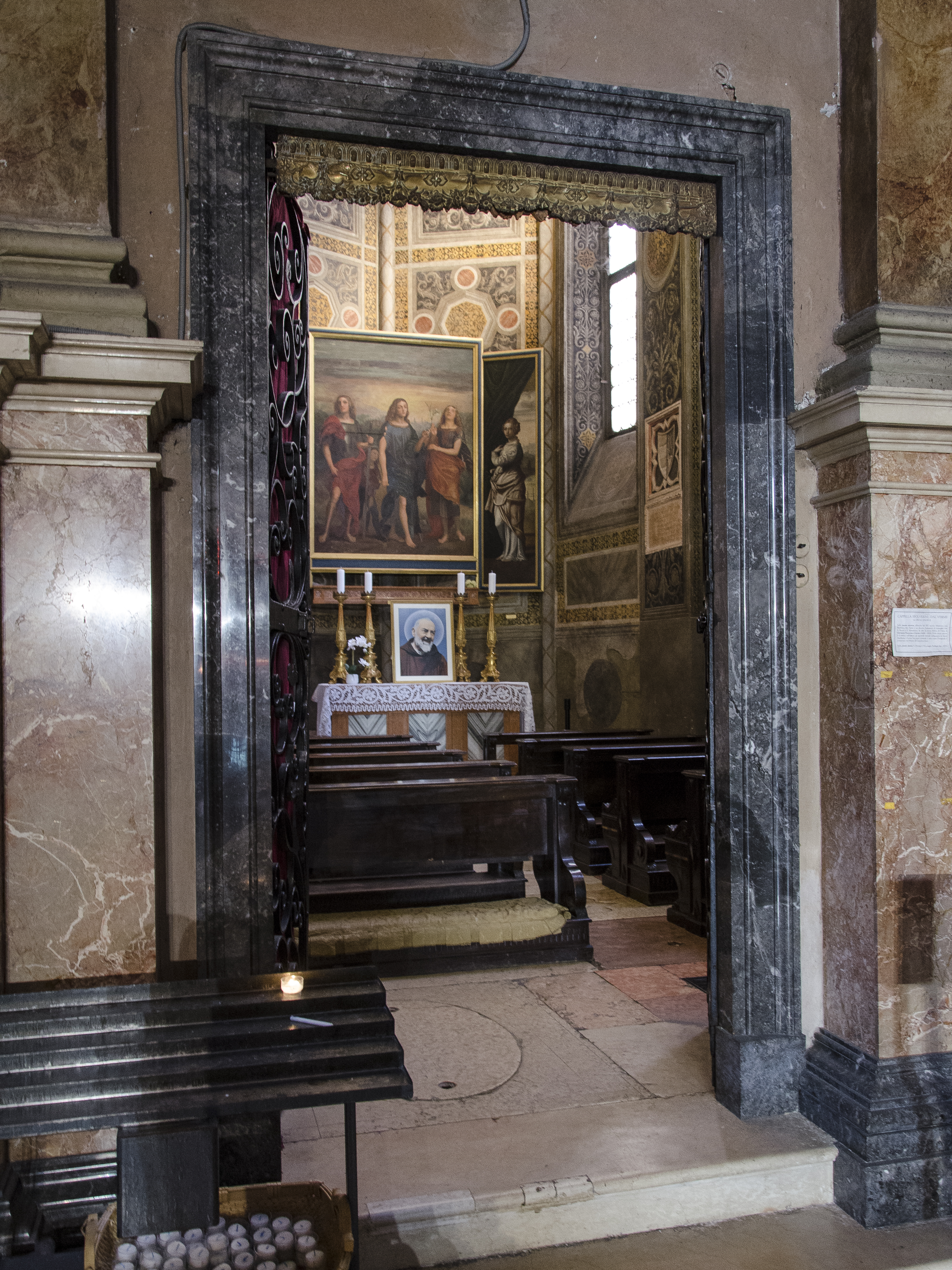
Der Eingang zur Kapelle

Am Ende des rechten Seitenschiffs öffnet sich eine Tür, durch die man die Kapelle Spolverini-Dal Verme betritt, die den Raum der rechten Apsis einnimmt. Die heute den Engeln gewidmete Kapelle, die ursprünglich dem Erzengel Raphael und Sant'Omodono geweiht war, weist interessante malerische und architektonische Elemente auf. Ihre Gestaltung ist dem Architekten Giovanni da Ferrara zu verdanken, der sie gegen Ende des Jahres 1390 begann und für die er dank der Verwendung von beweglichen Nervatur ein ausgesprochen schlankes Spitzbogengewölbe entwarf.
Die Kapelle enthält Gemälde aus zwei verschiedenen Epochen, dem 14. und dem 16. Jahrhundert. Sie sind in verschiedene Register unterteilt: Im ersten Register unten erkennt man die Phasen des späten 14. Jahrhunderts, die von unbekannten Autoren stammen, die zur gleichen Zeit wie die Kapelle gebaut wurden, während man in den folgenden Registern Eingriffe aus dem Jahr 1508 von Giovan Francesco Caroto erkennen kann, der die vorherigen Fresken übermalte. Von der ursprünglichen Freskenserie, die heute teilweise durch die Zeit beschädigt ist, sind einige an der rechten unteren Wand zu sehen; unter ihnen kann man einen Heiligen Dionysius erkennen, der in seiner traditionellen Ikonographie interpretiert wird, während er seinen Kopf mit der Hand stützt, und einen Erzengel Raphael. Bis etwa zur Mitte des 20. Jahrhunderts war neben dem Erzengel auch noch eine Darstellung des Tobiolo zu sehen. Von den ältesten Fresken ist an der linken Wand eine wertvolle Madonna mit Kind zwischen zwei Heiligen und einem Anbeter zu sehen (sie befindet sich in einer für die Veroneser Kultur ungewöhnlichen Position, nämlich stehend und umgeben von zwei Heiligen oder Reitern, vielleicht Pietro und Lucchino Dal Verme), die sich neben dem Eingang der Kapelle befindet, gefolgt von einigen Fragmenten zum Gedenken an drei Heilige: ein “Sankt Rochus”, ein “Sankt Sebastian” und wahrscheinlich ein “Sankt Lorenz”, die von viel geringerer Qualität sind als die “Madonna”.

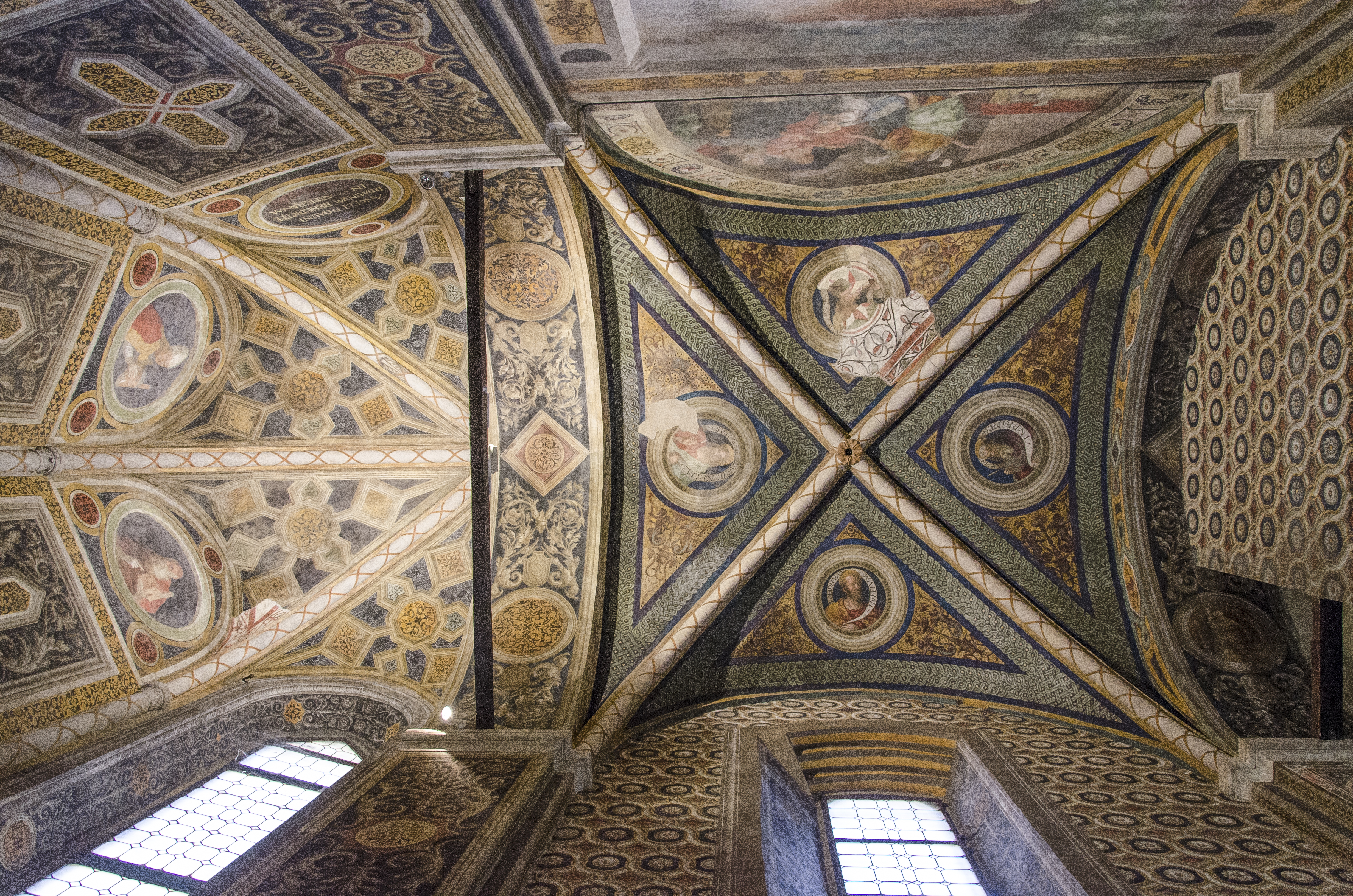
Das Gewölbe der Kapelle

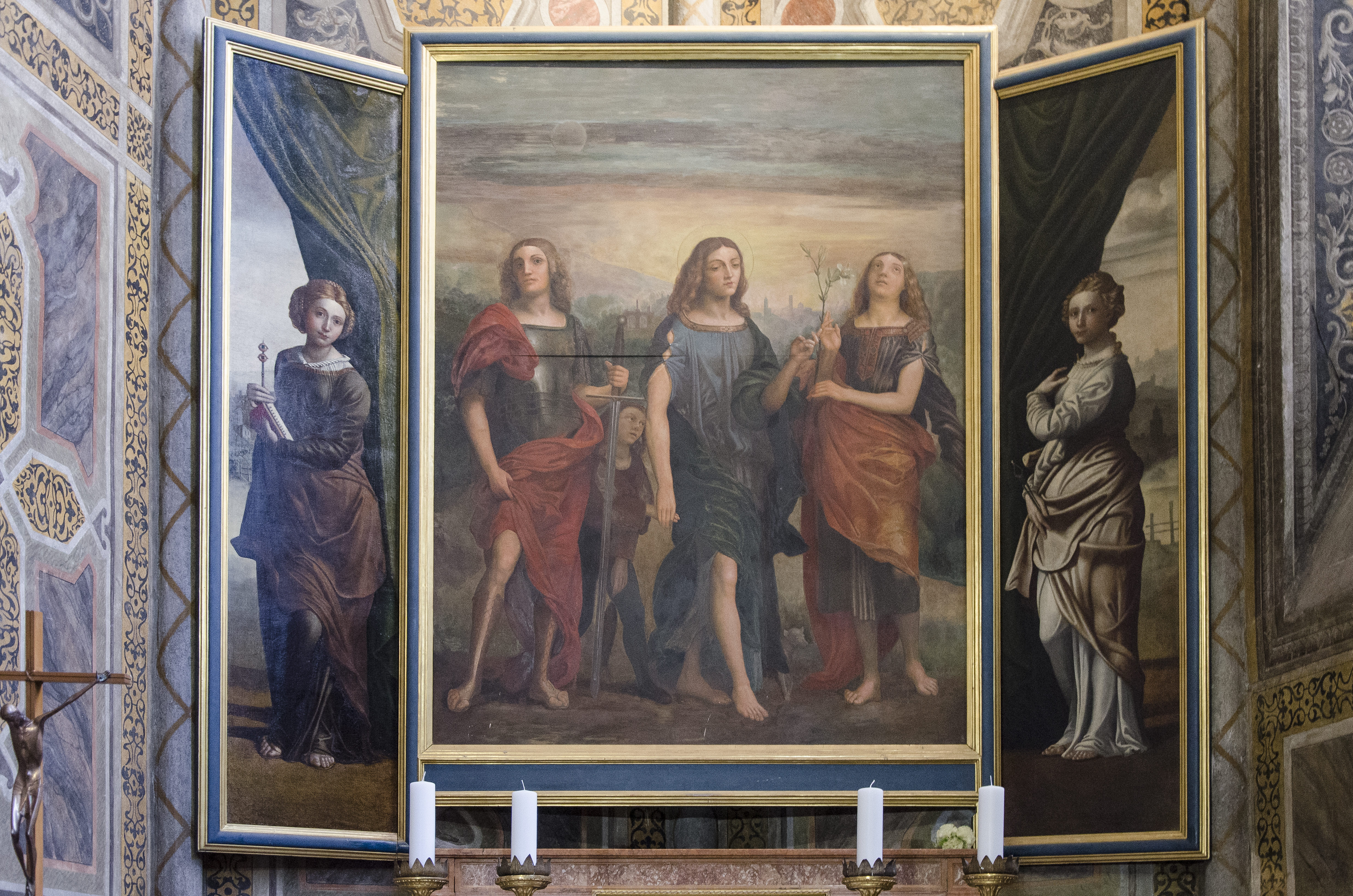
Das Altarbild

Der größte Teil der linken Wand der Kapelle ist jedoch mit aufeinanderfolgenden Freskenzyklen geschmückt, die Giovan Francesco Caroto um 1508 malte und in denen er die “Geschichten von Tobiolo” und die “Geschichten des Erzengels Raphael” in zwei sich überlappenden Bändern darstellte. Im oberen Band verabschiedet sich Tobiolo von seinem Vater; im nächsten Band weidet er auf Anraten des Erzengels einen Fisch aus (Herz, Gehirn und Galle), um daraus Medikamente zu gewinnen; im letzten Band kehrt er mit seiner jungen Frau zu seinem Vater zurück und heilt seinen angebeteten Elternteil mit den aus dem Fisch gewonnenen Medikamenten von seiner Blindheit. Der Eingriff von Caroto erstreckt sich bis zum Gewölbe der Kapelle, wo eine üppige Verzierung erhalten geblieben ist und sich in der Mitte der vier Segmente vier Rondelle mit Büsten der Evangelisten befinden. Giovan Francesco war auch der Autor des Altarbilds der Kapelle, das heute im Museo di Castelvecchio aufbewahrt wird und 1934 durch eine Kopie von Gaetano Miolato ersetzt wurde, in der der Maler im zentralen Triptychon die Drei Erzengel (Michael, Raphael, Gabriel) darstellen wollte. Die Zuschreibung dieses Werks ist sicher und der Autor signierte es mit F. CAROTUS P., unsicherer ist die von zwei Türen des Triptychons, die noch in der Kapelle erhalten sind und die einige Kritiker stattdessen seinem Bruder Giovanni Caroto zuordnen wollen. Auf ihnen sind die Heilige Apollonia und die Heilige Lucia abgebildet.
Auf dem Pilaster, der die Apsis vom Schiff der Kapelle trennt, befindet sich ein Flachrelief mit dem Wappen, das an die Heirat zwischen Jacopo Dal Verme und Cia degli Ubaldini erinnert. Der Boden der Kapelle besteht aus Grabsteinen lokaler Adelsfamilien, die nach einer Modernisierung der Kirche im 20. Jahrhundert.

#### Linke Apsis oder Kapelle der heiligen Rita von Cascia
Die Kapelle der heiligen Rita, mit deren Bau 1379 begonnen wurde, befindet sich am Ende des linken Seitenschiffs und neben dem Presbyterium und nimmt die kleine Westapsis der Kirche ein. Sie wird auch Kapelle des heiligen Augustinus genannt, weil sich in ihrem Inneren das berühmte Fresko Glorie des heiligen Augustinus von Stefano da Verona befindet, das 1958 von seinem früheren Standort außerhalb der Kirche, über dem Portal auf der Ostseite, abgenommen wurde. Das von Giorgio Vasari mit Bewunderung erwähnte Fresko, das die Signatur des Autors “STEFANUS / PINXIT” trägt, ist heute in einem schlechten Zustand, der den Farbreichtum, den es hätte haben können, nur erahnen lässt.
An der rechten Wand befindet sich ein weiteres, ebenfalls freistehendes Fresko, das den “Erzengel Michael” darstellt und chronologisch zwischen dem Ende des 14. und dem Beginn des folgenden Jahrhunderts eingeordnet werden kann. Auch dieses 1958 entdeckte Fresko befindet sich in einem bedenklichen Erhaltungszustand, zeigt aber noch die “Lebendigkeit und Frische der Farben”, mit denen es gemalt wurde. Darunter befinden sich zwei polychrome Wappenreliefs, die der Veroneser Adelsfamilie Dal Verme aus dem 14. An der gegenüberliegenden Wand auf der linken Seite befinden sich zwei Grabmäler, von denen das der Familie Guarienti durch seinen dekorativen Reichtum hervorsticht. Darüber befindet sich ein Gemälde des Malers Dionisio Battaglia, das mit “DIONISIUS BATTALEA FECIT 1574” signiert ist und eine Madonna und die Heiligen Julian und Juliana darstellt.

#### Sakristei

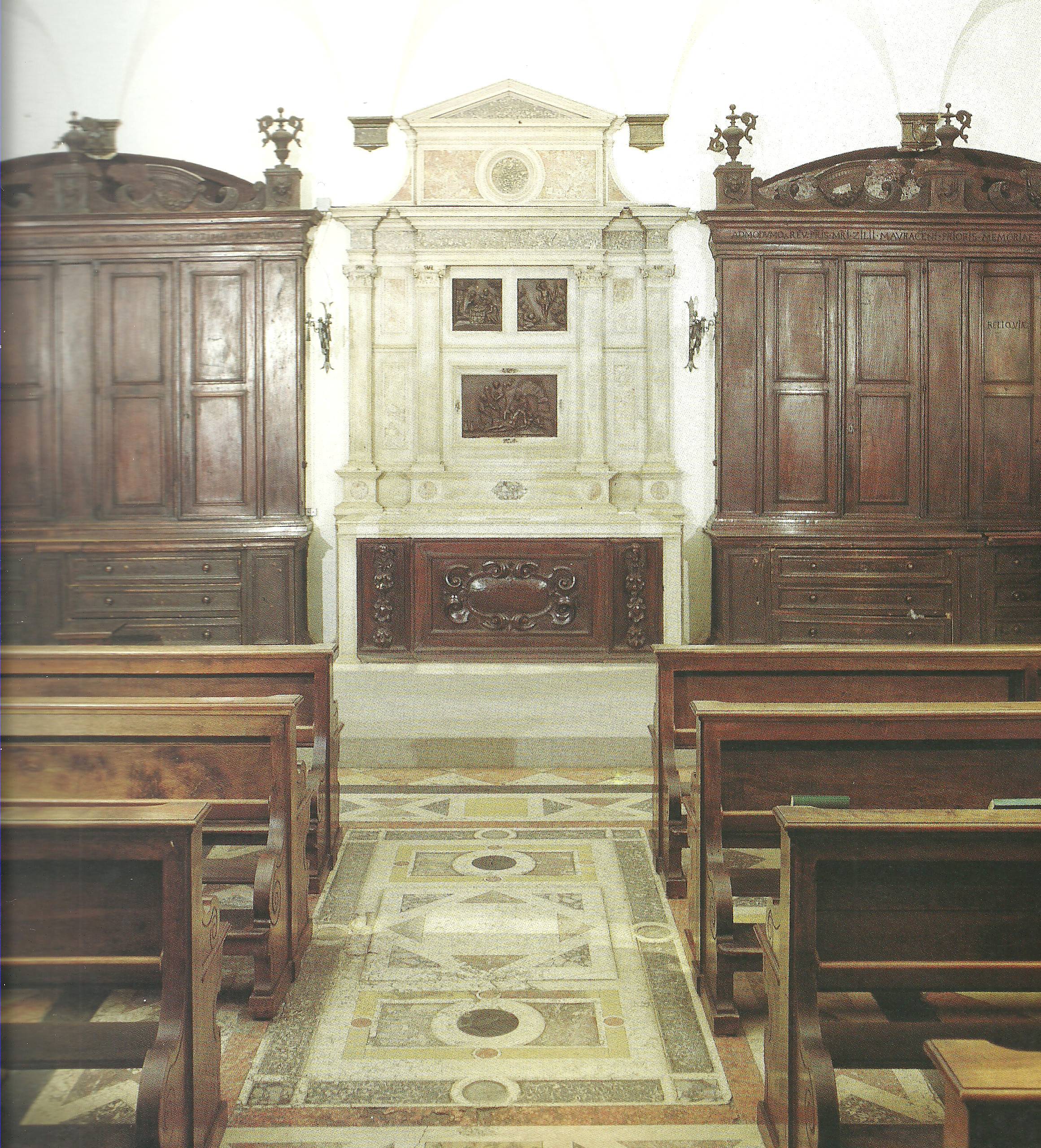
Innenraum der Sakristei

An der linken Wand der Vierung befindet sich eine Tür, durch die man nach einem kurzen Korridor die Sakristei der Kirche betritt. Diese ist in einem Raum untergebracht, dessen Bau auf die ersten Jahrzehnte des 16. Jahrhunderts zurückgeht; ein Teil des Fußbodens, der in der Mitte des Raumes liegt, ist noch der ursprüngliche, ebenso wie der Altar. Letzterer besteht aus einem Komplex von Marmor in verschiedenen Grau- und Rottönen, die sich mit einigen weißen Tönen abwechseln. Ursprünglich war er auch mit drei Bronzetafeln von Andrea Riccio geschmückt, die eine Geburt, eine Niederlegung und eine Auferstehung darstellten, die heute leider durch hölzerne Kopien ersetzt wurden, da die Originale Ende des 18. Jahrhunderts von der französischen Armee während der Napoleonischen-Besetzung geplündert wurden, als die Abtei in ein Lazarett umgewandelt wurde. Auf dem Altar befindet sich auch ein hölzernes Antependium aus dem 17. Jahrhundert, auf dem Cherubfiguren geschnitzt sind, die Girlanden aus Früchten und Blättern tragen, während in der Mitte eine lange Inschrift an die Arbeit der Prioren erinnert, die die Sakristei eingerichtet haben.
Sehr interessant ist das elegante Mobiliar der Sakristei, das aus zwei Schränken besteht, die seitlich des Altars aufgestellt sind, mit einem komplexen Fastigium verziert sind und im Auftrag des Priors Egidio Morosini 1629 angefertigt wurden. Egidio Morosini 1629, kurz vor dem Ausbruch der Pest von 1630, die die Stadt Verona und das Kloster selbst heimsuchte. Links befindet sich ein kleines Waschbecken aus rotem Marmor aus Verona aus dem 15. Jahrhundert, das mit einem schönen Relief verziert ist. Über der Tür, die die Sakristei mit der Kirche verbindet, befindet sich eine Gedenktafel, auf der in einem Oval das Gesicht des Literaten Luigi Gaiter abgebildet ist.
An der rechten Wand befindet sich ein Gemälde mit der Darstellung des Heiligen Nikolaus von Tolentino, das Domenico Brusasorzi zugeschrieben wird, gefolgt von einer Jungfrau mit Kind und den Heiligen Katharina und Lucia von einem unbekannten Künstler, der zwischen dem 16. und 17. Jahrhundert. An der linken Wand befindet sich eine Leinwand, die ebenfalls von Domenico Brusasorzi stammt, der einen Heiligen Augustinus malte, sowie eine Madonna del Buon Consiglio aus dem 18. Jahrhundert, deren Autor unbekannt ist. Bis zum Ende des 19. Jahrhunderts hingen auch vier Gemälde des Malers Dionisio Guerri an den Wänden, deren Schicksal, mit Ausnahme der Taufe des heiligen Augustinus, die sich heute im Museo di Castelvecchio befindet, unbekannt ist.

## Kloster

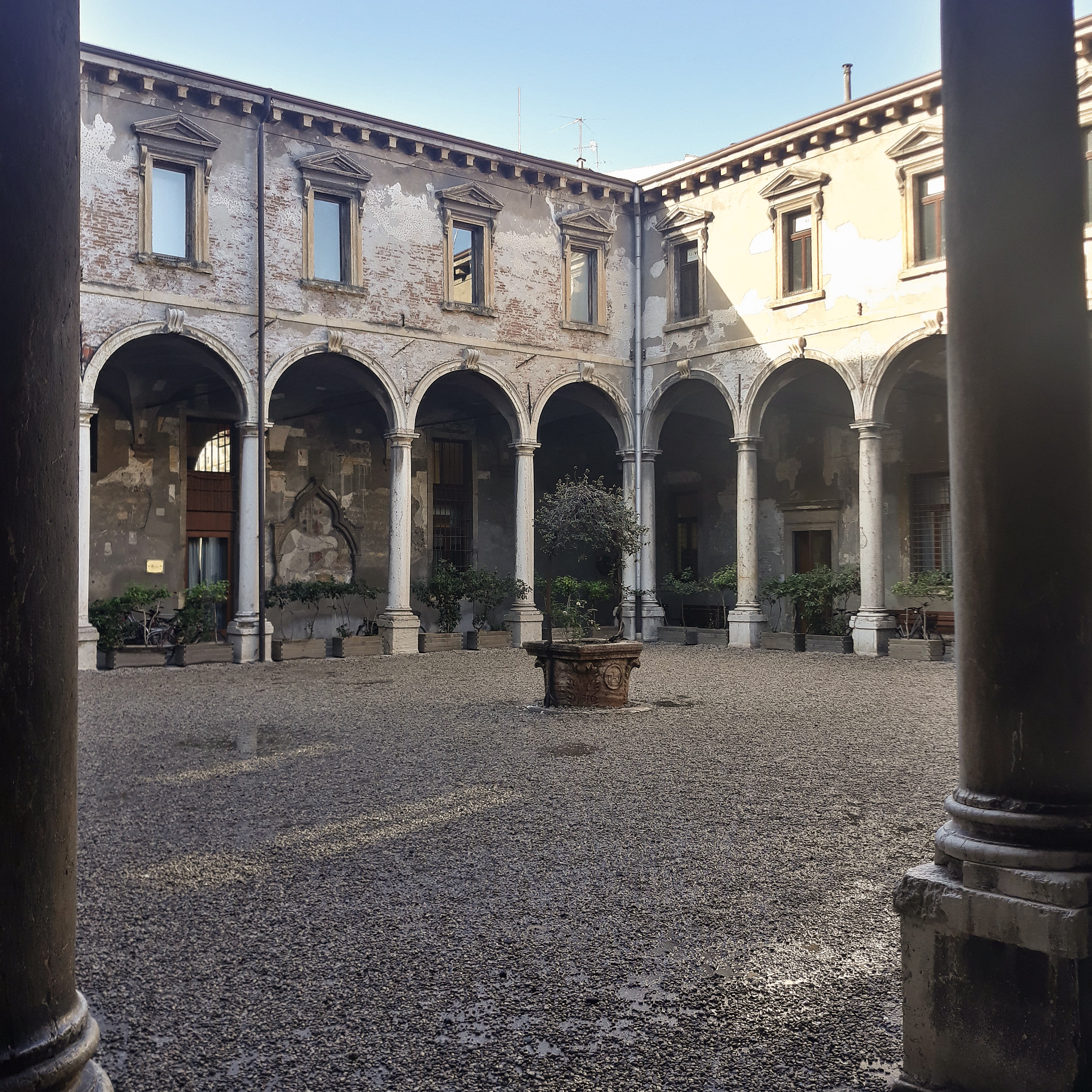
Der Hauptkreuzgang, ein Werk aus dem 17. Jahrhundert von Domenico Curtoni

Die Kirche Santa Eufemia war Teil eines viel größeren Komplexes, zu dem auch das Kloster der Augustiner gehörte. Dieses bestand aus einem großen Baukörper, der von zwei Kreuzgängen flankiert wurde, die von den Wohnungen der Mönche überragt wurden. Mit dem Bau wurde 1267 begonnen: Der erste, rechteckige Kreuzgang wurde 1268 fertiggestellt, während andere Arbeiten bis 1289 fortgesetzt wurden. In der Zwischenzeit wurde die Kirche umgebaut: Die Arbeiten begannen 1275 und dauerten mindestens bis 1331, dem Jahr der Weihe; von 1315 bis Mitte des 14. Jahrhunderts wurde die Kirche weiter vergrößert und erhöht, um einen einzigen großen Saal zu schaffen, und gleichzeitig wurde der erste Kreuzgang umgebaut. Im Jahr 1617 wurde schließlich der größere, quadratische Kreuzgang nach einem Entwurf von Domenico Curtoni errichtet, während der kleinere Kreuzgang 1636 nach einem Entwurf von Lelio Pellesina renoviert wurde.
Das Kloster war bei der Veroneser Bevölkerung sehr berühmt und beherbergte berühmte Persönlichkeiten aus der religiösen und wissenschaftlichen Welt. Im Jahr 807 hielten sich hier die Einsiedlerheiligen Caro di Malcesine und Benigno di Malcesine auf, und im 13. Jahrhundert gehörten zu den Mönchen des Klosters die Seligen Evangelista, Pellegrino und Albertino da Verona, der 1264 zum Predigen nach England geschickt wurde. In den folgenden Jahrhunderten fanden hier die Bischöfe Teobaldo Fabri, Onofrio Panvinio, Giuseppe Panfilo (späterer Bischof von Segni) und Enrico Noris Unterkunft. Das Kloster konnte sich einer sehr wertvollen Bibliothek rühmen, die 1387 gegründet wurde und in der 1784 der Theologe und Jurist Paolo Canciani einen Kodex aus dem 10. Jahrhundert fand, der langobardische Gesetzestexte enthielt.

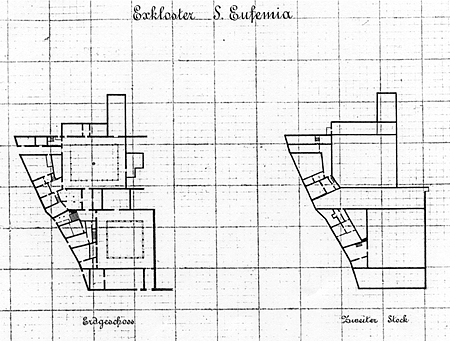
Planimetrie des Erdgeschosses und des zweiten Obergeschosses einschließlich der beiden Kreuzgänge, erstellt von der Genie-Direktion Verona im 19. Jahrhundert

Im Jahr 1796 nutzte die Napoleonische Armee die Kirche und das Kloster als Lazarett, und zehn Jahre später wurde das Kloster endgültig aufgelöst und entkanalisiert. Zwischen 1814 und 1866, während der Österreichische Herrschaft, wurde die militärische Nutzung des Klosters beibehalten, wofür verschiedene Vorkehrungen und Anpassungen getroffen wurden, die für die unterschiedlichen Verwendungszwecke notwendig waren: die Nutzung als Infanteriekaserne und als Lager für Krankenhausvorräte ist dokumentiert; nach 1849 die Ansiedlung der Büros der I.R. Zivil- und Militärregierung; schließlich die Nutzung als Kekslager für die Armee. Ab 1878, als die Stadt an die italienische Verwaltung übergeben wurde, wurden die Gebäude des Klosters stattdessen als Schule genutzt.
Der Klosterkomplex wurde durch Luftangriffe während des Zweiten Weltkriegs und die Zerstörung der nahe gelegenen Ponte della Vittoria, die 1945 vermint wurde, schwer beschädigt. Von dem älteren (rechteckigen) Kreuzgang ist vielleicht nur noch der an die Kirche angrenzende Flügel erhalten, während der Rest als Sitz des Gymnasiums “Paolo Caliari” wiederaufgebaut wurde. Der Kreuzgang aus dem 17. Jahrhundert hingegen wurde 1947 von der Soprintendenza restauriert.